# Villa Demoiselle
Villa Demoiselle, voorheen Villa Cochet, is een meesterwerk uit de Belle Époque in een mix van Art Nouveau en Art Deco dat in 1908 in Reims werd gebouwd in opdracht van Henry Vasnier (1832-1907). Hij was de toenmalige directeur van het champagnehuis Pommery (nu Vranken-Pommery Monopole). Het herenhuis staat tegenover het landgoed Pommery aan de Boulevard Henri-Vasnier 56.
Paul-François Vranken, sinds 2002 eigenaar van het champagnehuis Pommery, kocht de vervallen villa in 2004 aan, waarna de restauratie startte. De buitenkant en het interieur van de villa zijn volledig vernieuwd in de originele stijl. Bij de heropening op 1 juli 2008 werd de villa omgedoopt tot Villa Demoiselle en is sindsdien te bezoeken als museum.
Sinds 2015 is het een onderdeel van het UNESCO-werelderfgoed “Heuvels, huizen en kelders van de Champagne”.

## Naamgeving
De oorspronkelijk naam, Villa Cochet vanaf 1908, is gelinkt aan de eerste inwoner van de villa, met name Louis Cochet, de toenmalige directeur van het champagnehuis Pommery.
De naam Villa Demoiselle (sinds 2008) heeft een drieledige achtergrond. De eerste link is het gehucht La Demoiselle in Montmort-Lucy, een gemeente op enkele kilometers afstand van Epernay. Daar staat het Château des Castaignes, dat in 1985 aangekocht werd door Paul-François Vranken. De tweede link is Edouard Redont (1862-1942), de ontwerper van het park waarin het kasteel gelegen is. Hij is de ontwerper van het oorspronkelijke park rond Villa Demoiselle. De derde link, tot slot, is de Franse naam voor de libel, met name Demoiselle (jonkvrouw). De libel, een insect, was de muze van de Art Nouveau-beweging, onder andere van de Art Nouveau-artiest René Lalique.

## Geschiedenis

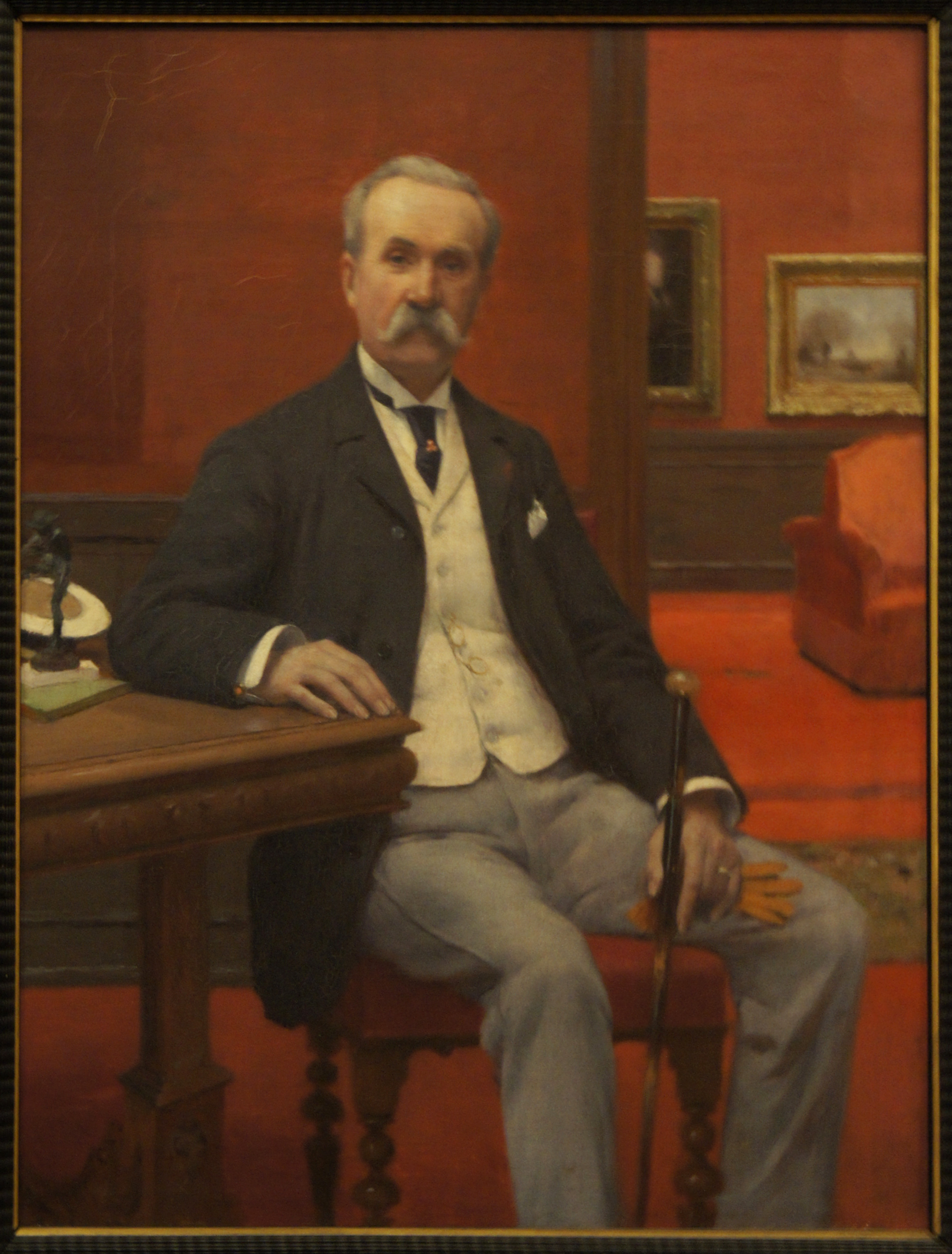
Henri Vasnier (door Joseph Paul Meslé)

In 1904 gaf directeur Henry Vasnier de opdracht een villa te bouwen tegenover het champagnehuis. Hij wilde er een woon- en ontvangstruimte van maken, geheel naar zijn eigen smaak. Hij was niet alleen directeur, maar ook een “verlichte kunstverzamelaar” die kunstenaars als Camille Corot (1796-1875, voluit Jean-Baptiste Camille Corot, een Franse schilder en graveur), Jean-François Millet (1814-1875, een Franse schilder, graveur en tekenaar), Emile Gallé (1846-1904, een Franse glasmaker en meubelontwerper) en Louis Majorelle (1859-1926, een Frans meubelontwerper) bewonderde. Na zijn dood heeft hij zijn kunstcollectie van ongeveer 600 stuks nagelaten aan de stad Reims, die ze onderbrengt in het Museum voor Schone Kunsten.
De bouw vond plaats tussen 1904 en 1908 volgens de plannen van architect Louis Sorel (1867-1934). De architect stond dicht bij de "Art dans Tout"-beweging ("Kunst in Alles"), die streefde naar perfecte eenheid. De beweging legde nadruk op de integratie van kunst in alledaagse voorwerpen en ruimtes. Zijn voor die tijd revolutionair en innovatief concept, met name een metalen kader en een structuur van beton, zou de villa tijdens de twee wereldoorlogen overeind houden.  
Vasnier stierf in 1907, een jaar voordat de villa af was. Louis Cochet, die hem bij Pommery opvolgde, doopte ze “Villa Cochet” en woonde er tot 1936. De villa Cochet werd tot 1970 bewoond door leidinggevenden van het champagnehuis. Vervolgens stond de villa ongeveer 30 jaar leeg, verkommerde volledig en was onderhevig aan plundering. In de jaren 1980 werd het huis met sloop bedreigd vanwege talrijke vastgoedprojecten, maar dat werd nipt verhinderd. Het was Michel André, architect van de Franse bouwkunst, die deze ramp wist te voorkomen. Pas in 1999 werd het gebouw onder de bescherming van de stad Reims geplaatst.

### Restauratie en heringebruikname
Paul-François Vranken, toenmalig voorzitter van de groep Vranken-Pommery Monopole, en zijn vrouw Nathalie kochten de vervallen villa in 2004. Het was de echtgenote, Nathalie Vranken, die de renovatie van dit gebouw (waarvan niet veel meer overbleef) op zich nam. Ze aarzelden niet om een beroep te doen op internationaal gerenommeerde ambachtslieden, zoals de firma Métalliers Champenois, die zich sinds 1978 richt op architecten, decorateurs en ontwerpers op het gebied van kunstmetaalbewerking, decoratief metaalwerk en architectonisch brons. Andere bedrijven zijn de meesterglasblazer Simon, de dakdekker Gourdon, de meubelmaker Herault. Ze begonnen met het herstellen van de pracht van de villa. Het doel is om zo dicht mogelijk bij een verfijnde en sprankelende stijl en tijdperk te komen. De renovatie duurde bijna vijf jaar aangezien ze te maken kreeg met enkele onvoorziene gebeurtenissen en langdurige vertragingen. Ze was gebaseerd op nauwkeurig onderzoek van de oorspronkelijke plannen in de archieven.
Sinds de heropening in 2008, naar aanleiding van het 100 jarig bestaan, is het gebouw als een museum te bezoeken. Het Museum voor Schone Kunsten van Reims onderhoudt een wisselwerking met Villa Demoiselle. Nadat de kunstwerken één jaar in de villa hebben gestaan, gaan ze terug naar het museum en verhuizen er andere naar de villa.
Met respect voor het behoud van erfgoed ging Paul-François Vranken ook aan de slag met de restauratie van de kelders, de tuin en de kiosk. Deze renovatie was klaar in 2009 (na twee jaar werk) en sindsdien herbergen de kelders een prestigieuze wijnbibliotheek.
De bovenste verdiepingen zijn nog altijd privé.

### UNESCO-werelderfgoed
Sinds 2015 is het een onderdeel van het UNESCO-werelderfgoed “Heuvels, huizen en kelders van de Champagne”. De villa bevindt zich op de heuvel van Saint-Nicaise in Reims en maakt in die context deel uit van het werelderfgoed, als onderdeel van het volledige champagneproductieproces.

Celle-ci comprend les clos de vignobles urbains, (...) et les résidences de prestige appartenant aux propriétaires des maisons (par exemple le château des Crayères et la villa Demoiselle).(Hieronder vallen de stedelijke clos wijngaarden (...) en de prestigieuze woningen van de eigenaren van de champagnehuizen (bijvoorbeeld het Kasteel van Crayères en de Villa Demoiselle).)
— Heuvels, huizen en kelders van de Champagne

## Stijl
De Villa Demoiselle combineert elementen van Art Nouveau (1890-1910) en Art Deco (1920-1940), die voortkomt uit een periode waarin er geen duidelijke breuk was tussen de ene en de andere stroming. De binnenkant heeft de meeste kenmerken van de Art Nouveau-stroming, met zijn organische vormen en de sierlijke lijnen in het smeedijzerwerk en glas-in-lood ramen. Er zijn echter geometrische patronen en symmetrische accenten (vooral aan de buitenkant) die refereren naar de overgang naar Art Deco, wat de villa een uniek hybride karakter geeft. De combinatie van deze stijlen maakt de villa een boeiend voorbeeld van de architectonische evolutie in die tijd. Het gaat erom deze dualiteit niet het zwijgen op te leggen en elk deel tot in detail weer tot leven te wekken.  
Beide stromingen hebben een aantal specifieke kenmerken en verschillen. De Art Nouveau focust zich op organische vormen, geïnspireerd door de natuur (bloemen, planten), gebruikt asymmetrische ontwerpen met vloeiende lijnen en heeft oog voor detaillering. Verder gebruikt de stroming natuurlijke materialen en focust op de uitstraling van handgemaakte kunstwerken. De Art Deco stroming focust meer op geometrische patronen, strakke lijnen, symmetrie en een gestroomlijnde, moderne uitstraling. Artiesten uit die periode maken gebruik van luxueuze, industriële materialen zoals chroom, glas en marmer.  

## De kunstenaars
Tony Selmerheim (1871-1971) wordt aanzien als de interieurontwerper van de villa. Hij was een Franse architect, meubelontwerper en interieurdecorateur. Hij stond bekend om zijn veelzijdige vaardigheden in metaalbewerking, meubelmakerij en design. Hij ontwierp en maakte het houtwerk van de inkomhal, alsook meerdere meubelstukken die hun weg naar de villa hebben teruggevonden.  
Hij werkte samen met andere bekende kunstenaars om de villa te meubileren en decoreren: 

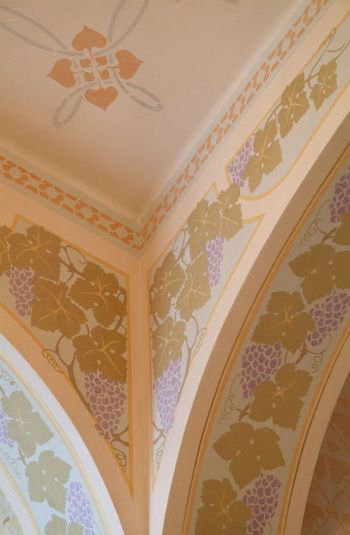
Muurdecoratie

- Émile Gallé was een meesterglasblazer en meubelmaker. Hij droeg met zijn uitzonderlijke glaswerk (o.a een plafondlamp) en meubelontwerpen bij aan het interieur.
- Louis Majorelle was beroemd om zijn Art Nouveau-meubels die deel uitmaken van het interieur.
- Gustave Serrurier-Bovy (1858-1910) is een belangrijke Belgische vertegenwoordiger van de Art Nouveau. Zijn stoelen en ander meubilair vormden een mooie aanvulling op de esthetiek van de villa.
- Félix Aubert (1866-1940) was een ontwerper en schilder en ontwierp de muurdecoraties (met bloemenmotieven en geometrische figuren) van de volledige villa. Hij maakte deel uit van de ''Art dans Tout''-beweging, met name de "Group van Zes", ontstaan uit de uitbreiding van de groep Les Cinq. De beweging legde nadruk op de integratie van kunst in alledaagse voorwerpen en ruimtes.
- Auguste Labouret (1871-1964) vervaardigde de glas-in-loodramen. Hij was een Parijse meesterglasblazer en mozaïekschilder. De glas-in-loodramen die hij voor de villa maakte, vormen een interessant overgangsontwerp tussen Art Nouveau en Art Deco.
- Daum (1878-heden): Het bekende glasbedrijf Daum uit Nancy heeft bijgedragen door de fabricatie van prachtige glasstukken in de Art Nouveau-stijl.

## Buiten
De architect Louis Sorel maakte gebruik van voor die tijd innovatieve bouwtechnieken, waaronder een betonnen constructie en een metalen raamwerk. Deze aanpak zorgde niet alleen voor duurzaamheid, maar maakte ook de elegante en gestructureerde externe architectuur mogelijk die kenmerkend is voor de villa.
De villa ligt in een deel van het Parc des Crayères, ontworpen door de landschapsarchitect Edouard Redont. De tuinen zijn aangelegd in een stijl die aansluit bij de architectuur, met kronkelende paden, sculpturale elementen en zorgvuldig gekozen beplanting die de organische vormen van Art Nouveau-kunstenaars weerspiegelen. De tuin werd in de 20e eeuw opnieuw ontworpen volgens de oorspronkelijke plannen uit 1909.
Naast de villa is er een paviljoen, dat werd gerenoveerd in dezelfde geest als het huis tussen Art Nouveau en Art Deco. Dit paviljoen wordt nu gebruikt als ontvangst- en degustatieruimte.

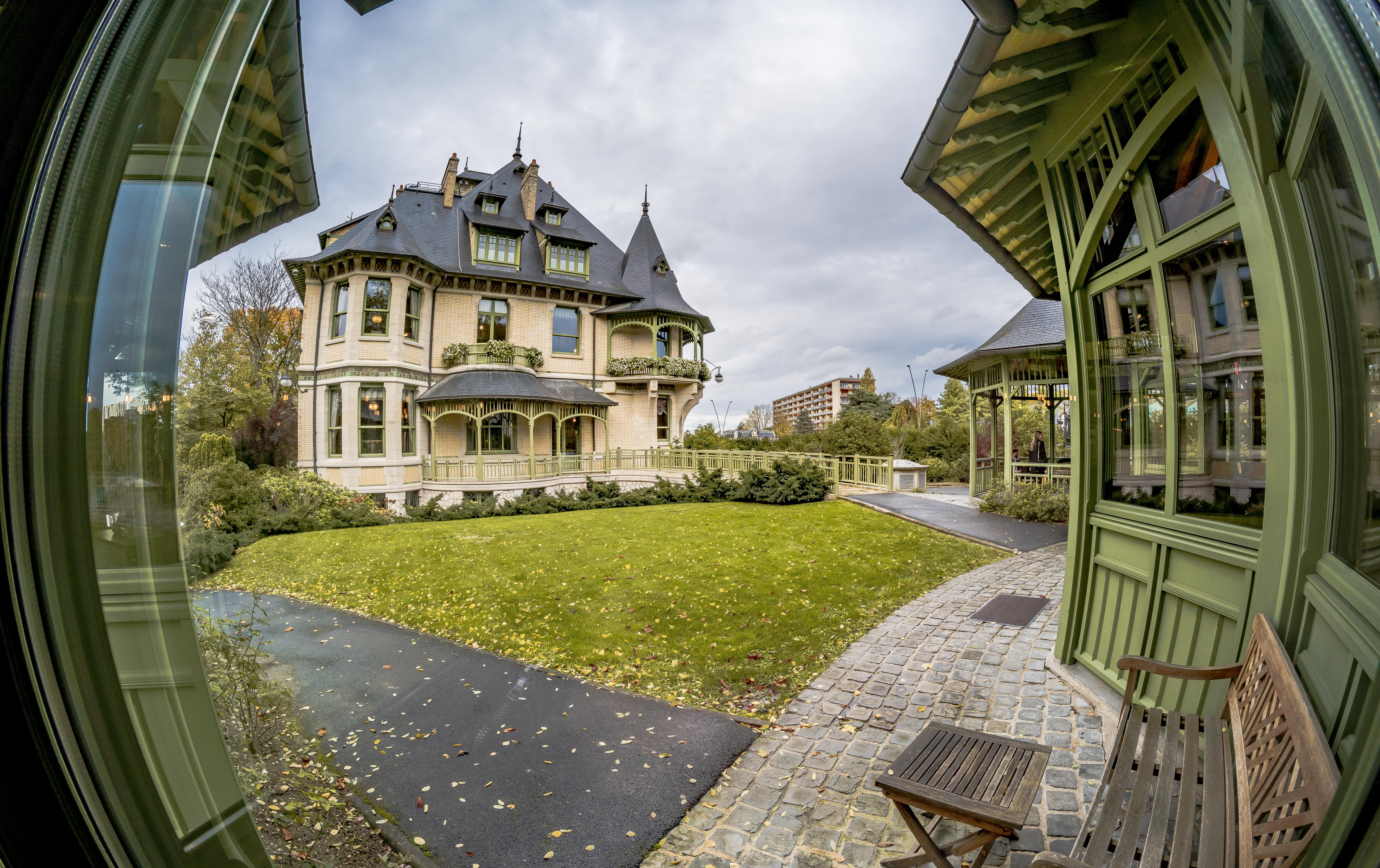
Villa vanuit het paviljoen
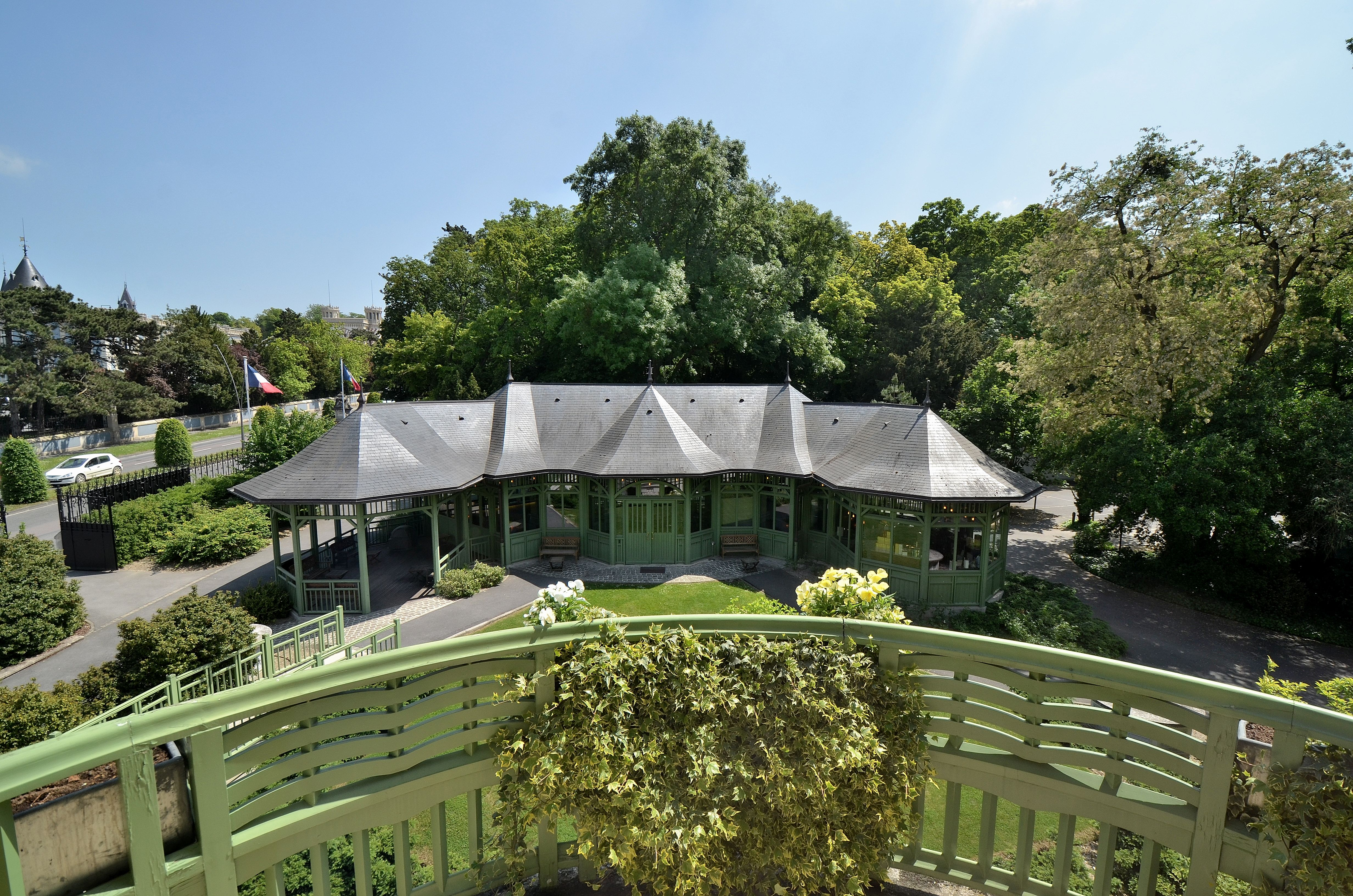
Paviljoen
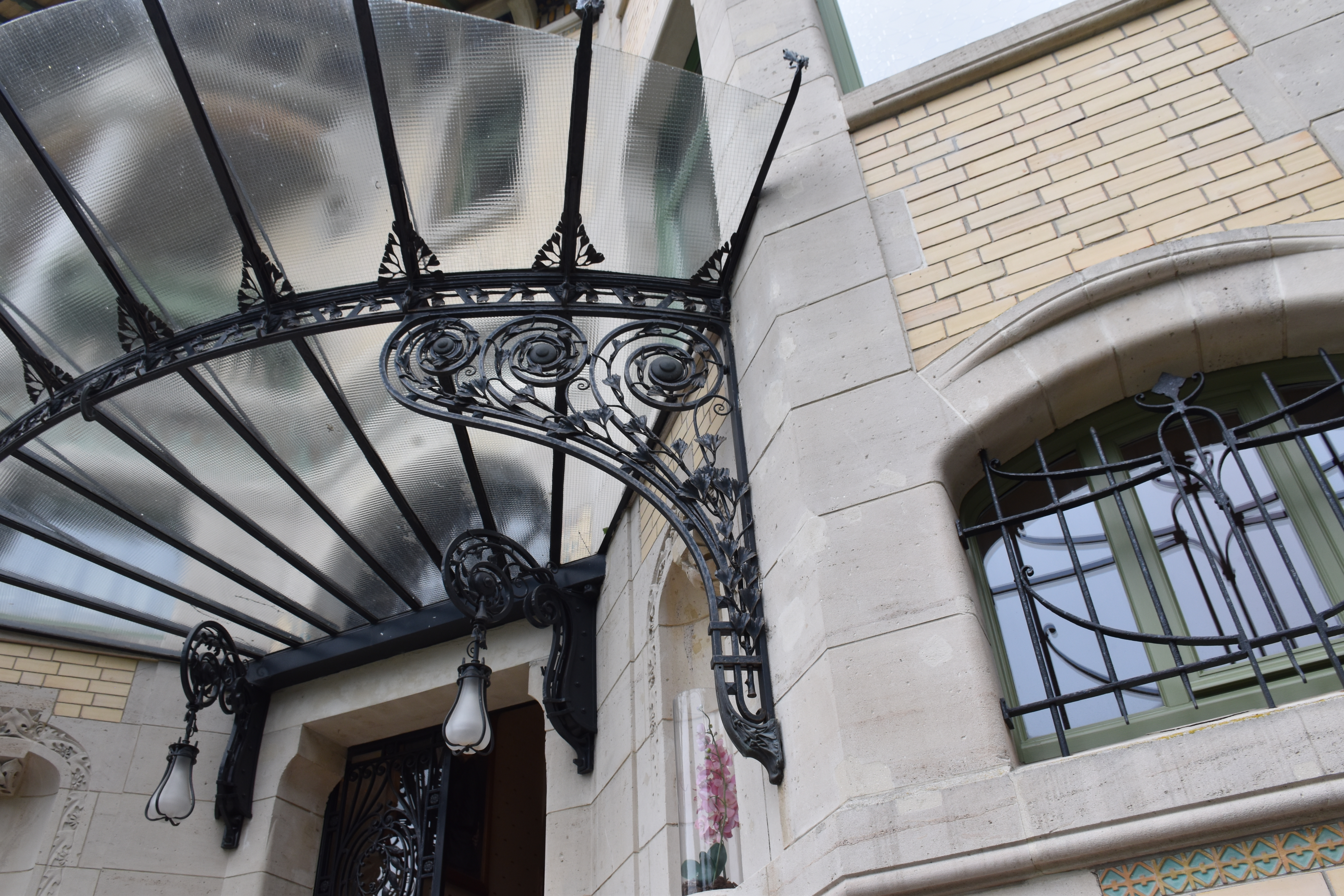
Inkom villa
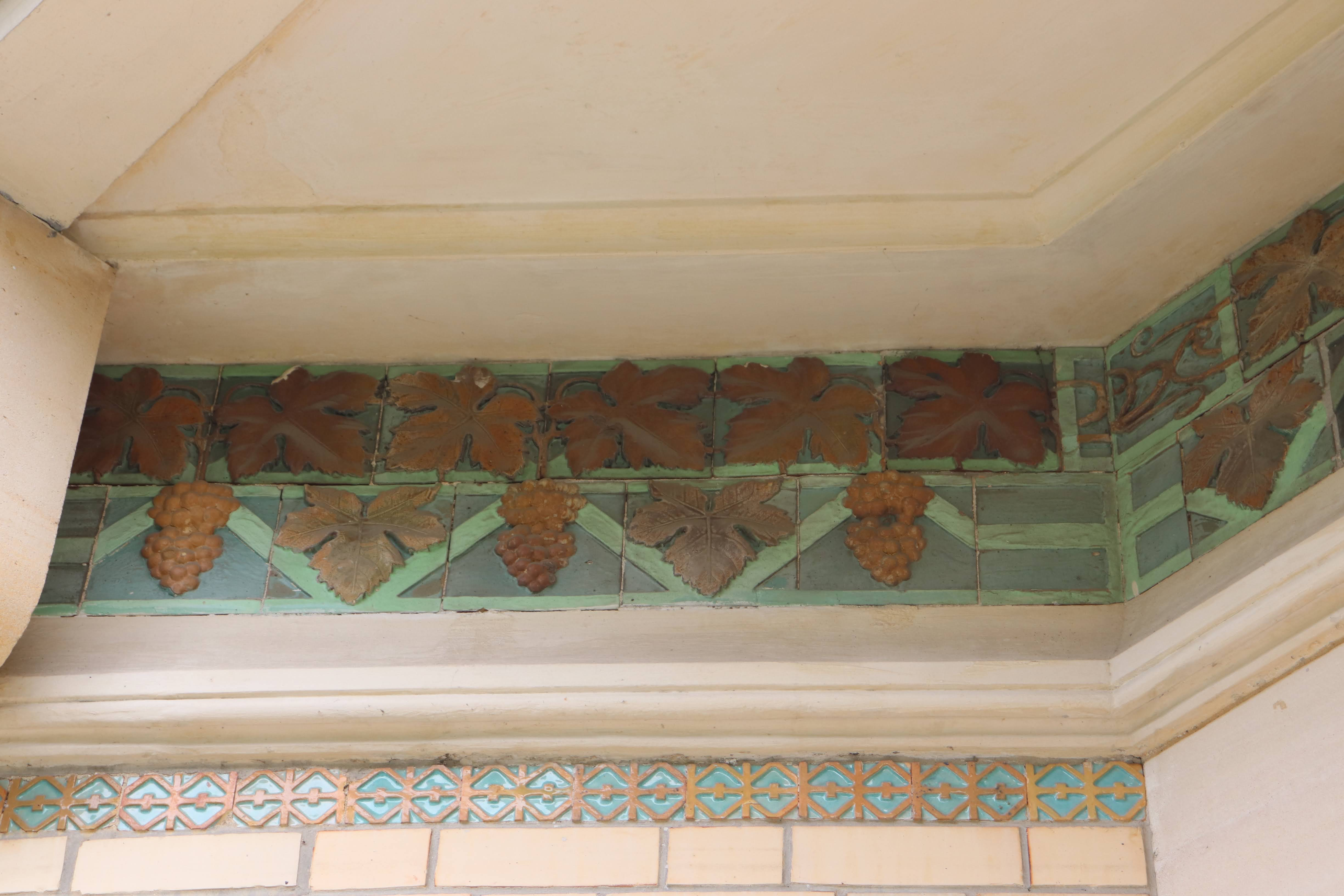
Detail versiering

## Binnen
Er zijn nog vier originele elementen in de villa: de mozaïekvloer op het gelijkvloers, de trap, enkele houten planken van het parket en één meubelstuk.

### Kelder
De kelder werd in 2009 heropend na twee jaar restauratiewerk. Het is nu een prestigieuze wijnkelder en herbergt een verzameling zeldzame jaargangen uit de 20e eeuw, waarvan de oudste dateert uit 1907.

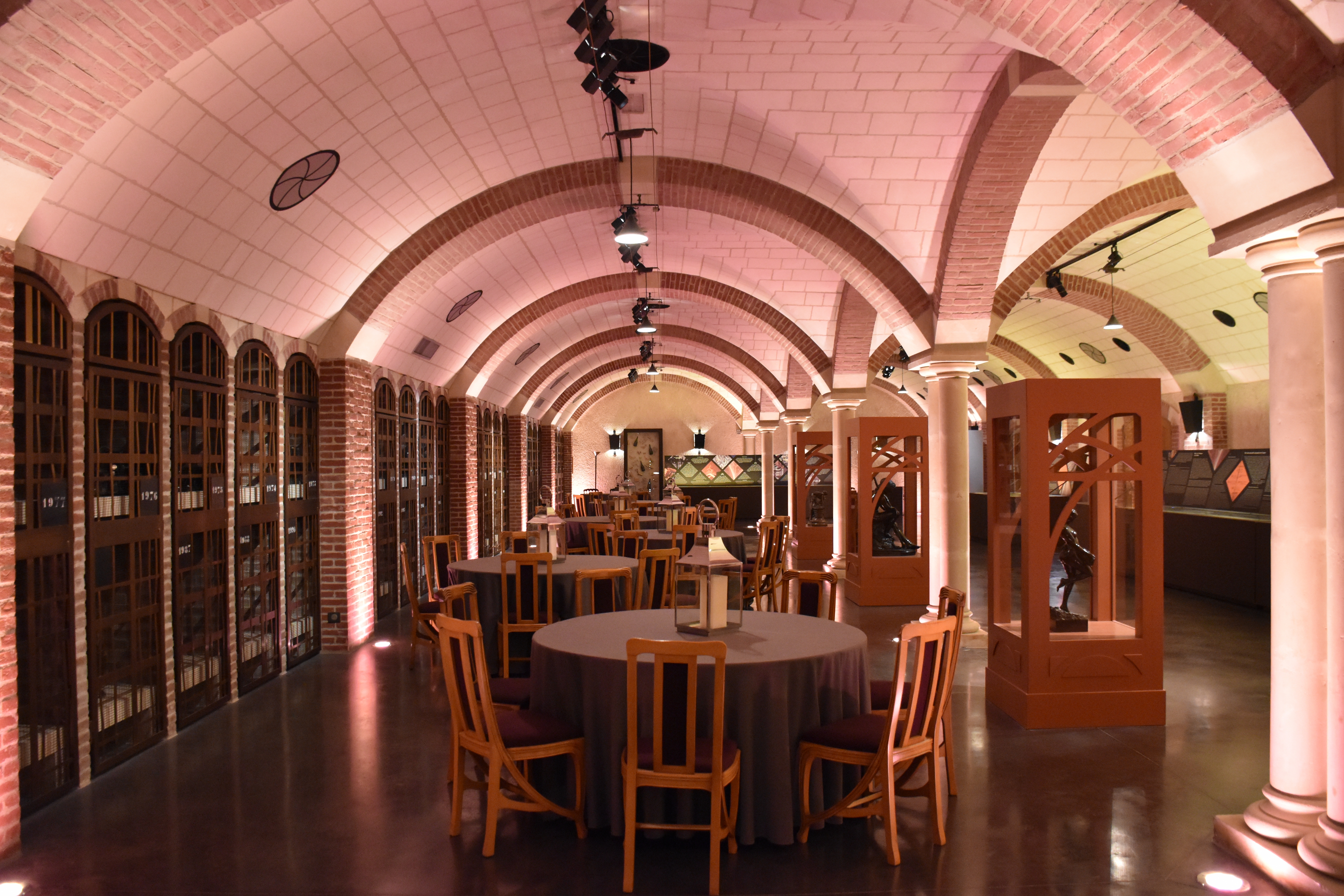
Kelder met wijnbibliotheek
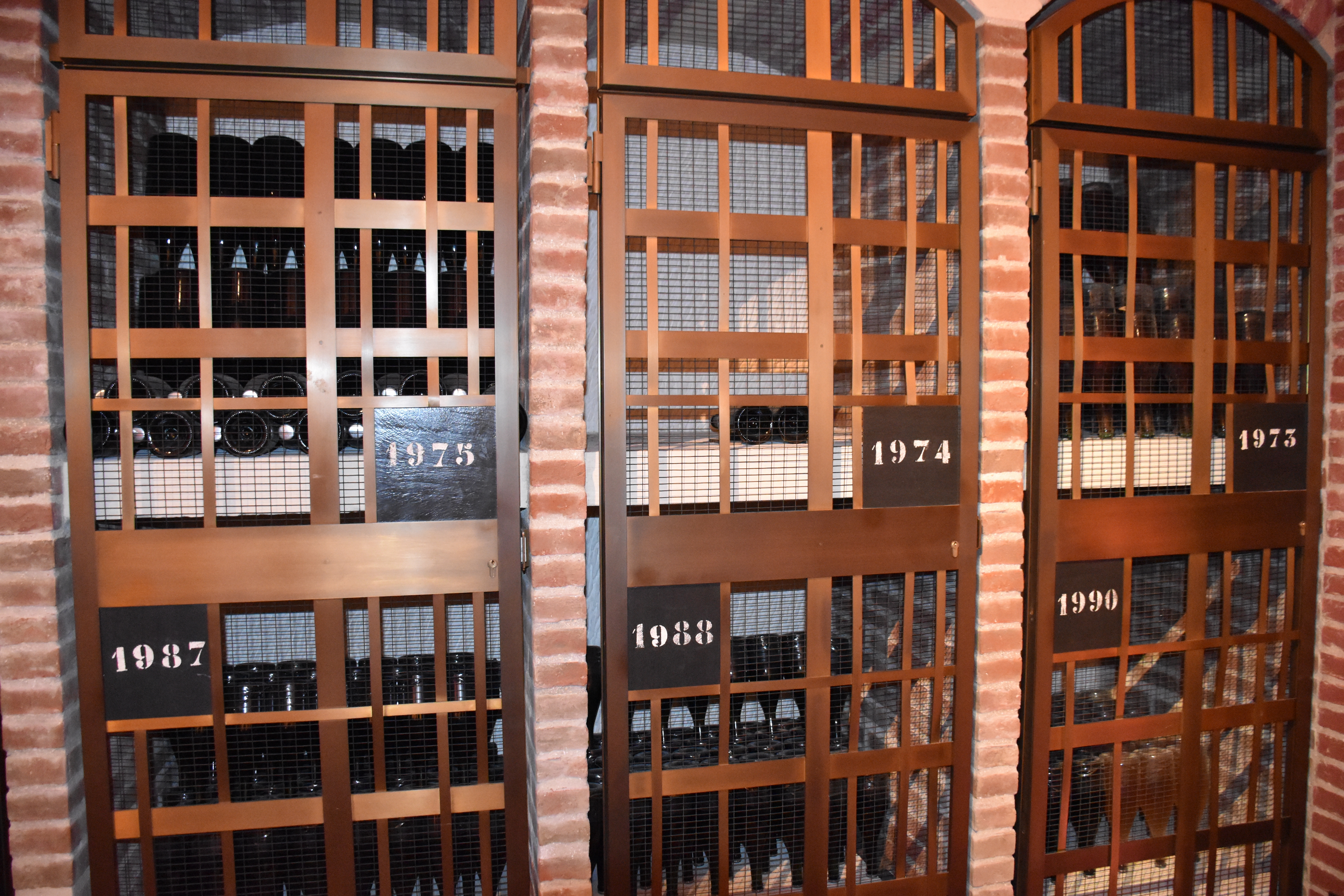
Oudste flessen in de kelder

### Gelijkvloers

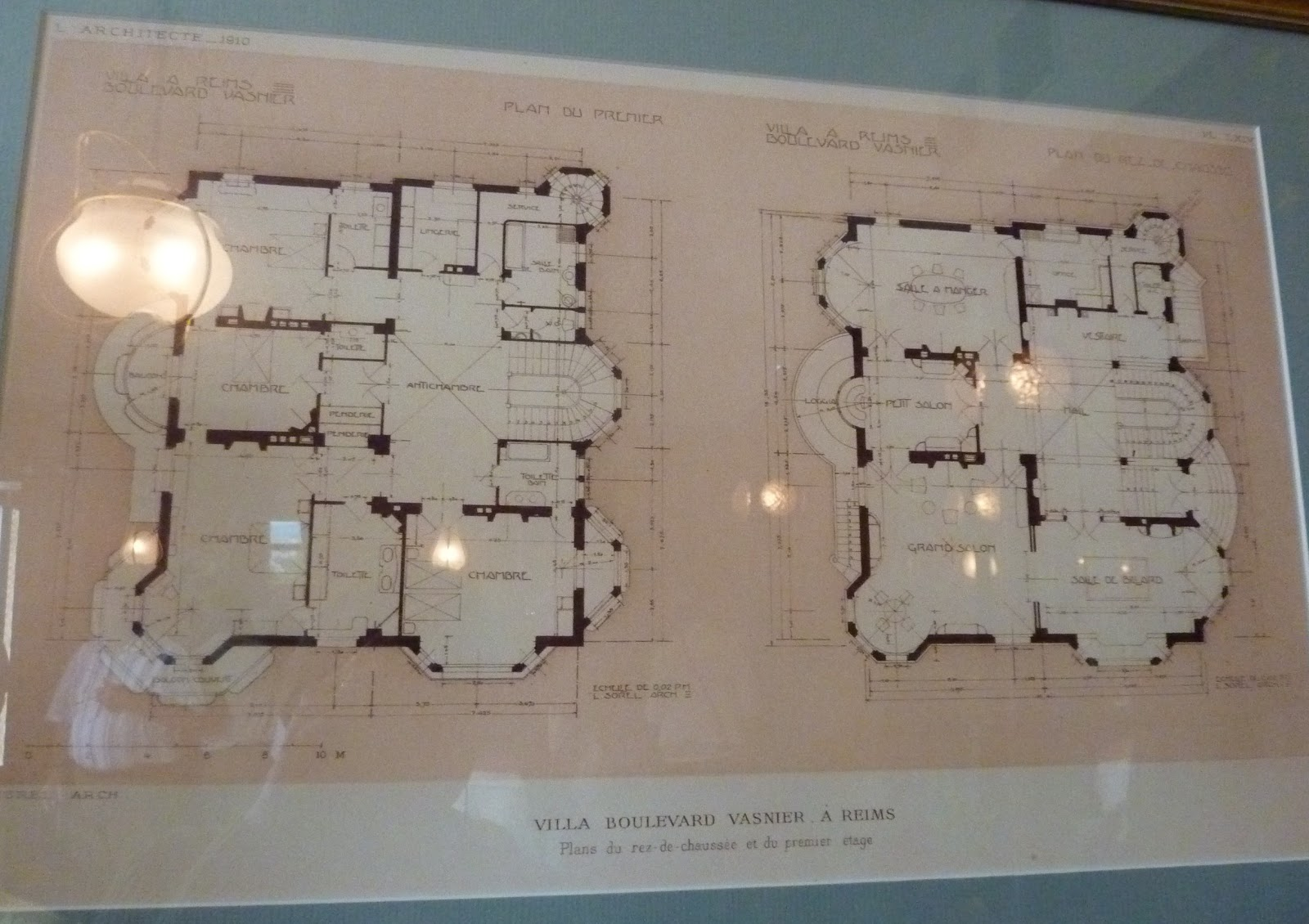
Plan

#### Inkomhal
- Glaswerk (met name glas-in-lood) van het gerenomeerde Franse atelier Simon-Marq, gespecialiseerd als glasschilders, met name door Benoît Marq.
- Grote schoorsteen ontworpen door Paul-Alexandre Dumas, een leerling van Louis Majorelle. Deze schoorsteen in mahonie-hout was al te zien op de wereldtentoonstelling van 1900.
- De monumentale trap lag aan de basis van het behoud van de villa gezien zijn bescherming als historisch monument.
- De luster is 10 meter hoog, weegt 300 kilogram en hangt over drie verdiepingen.[8] Hij werd getrouw nagemaakt door de Métailliers Champenois en de kristalfabriek Saint-Louis.

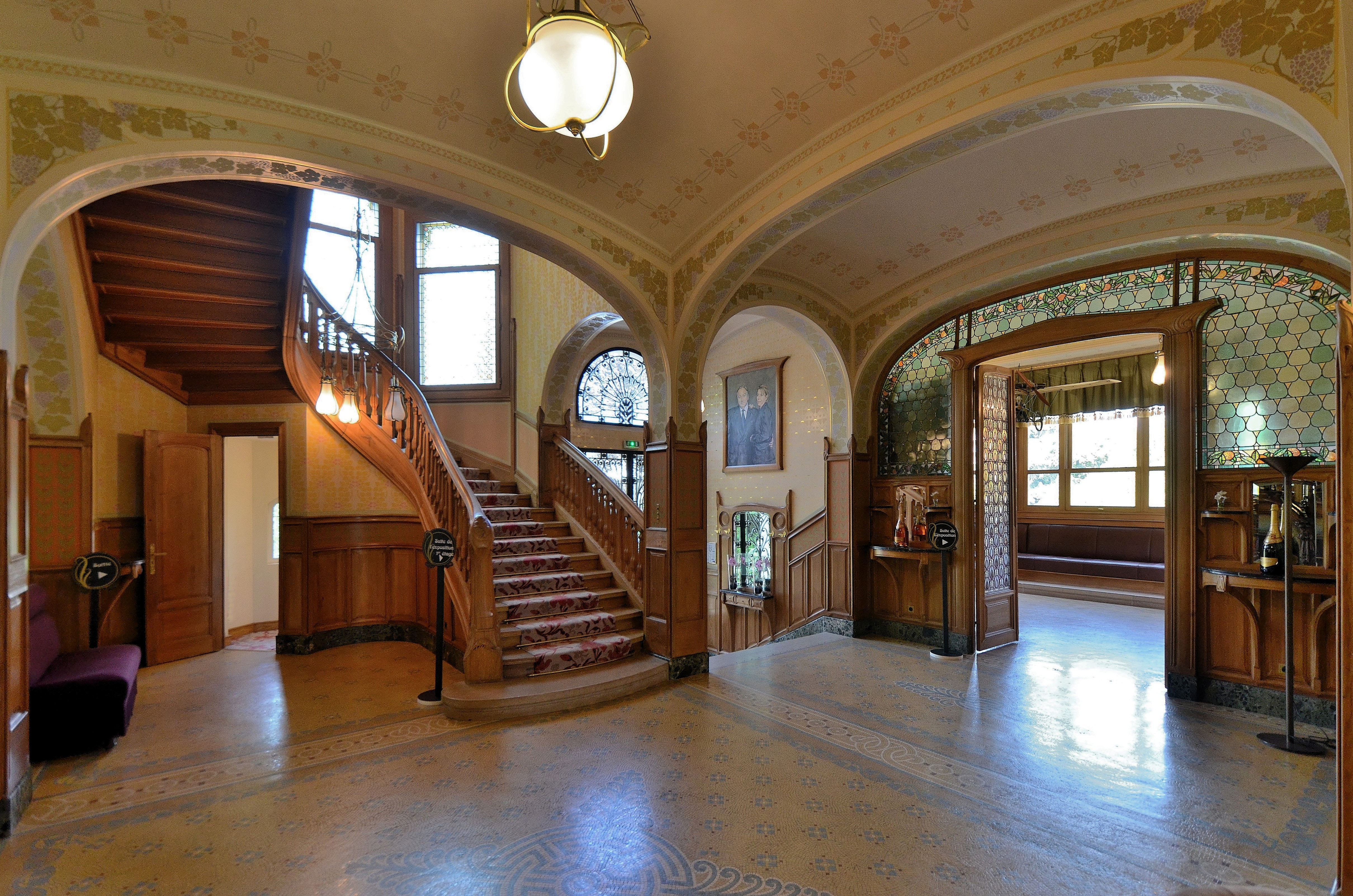
Inkomhal
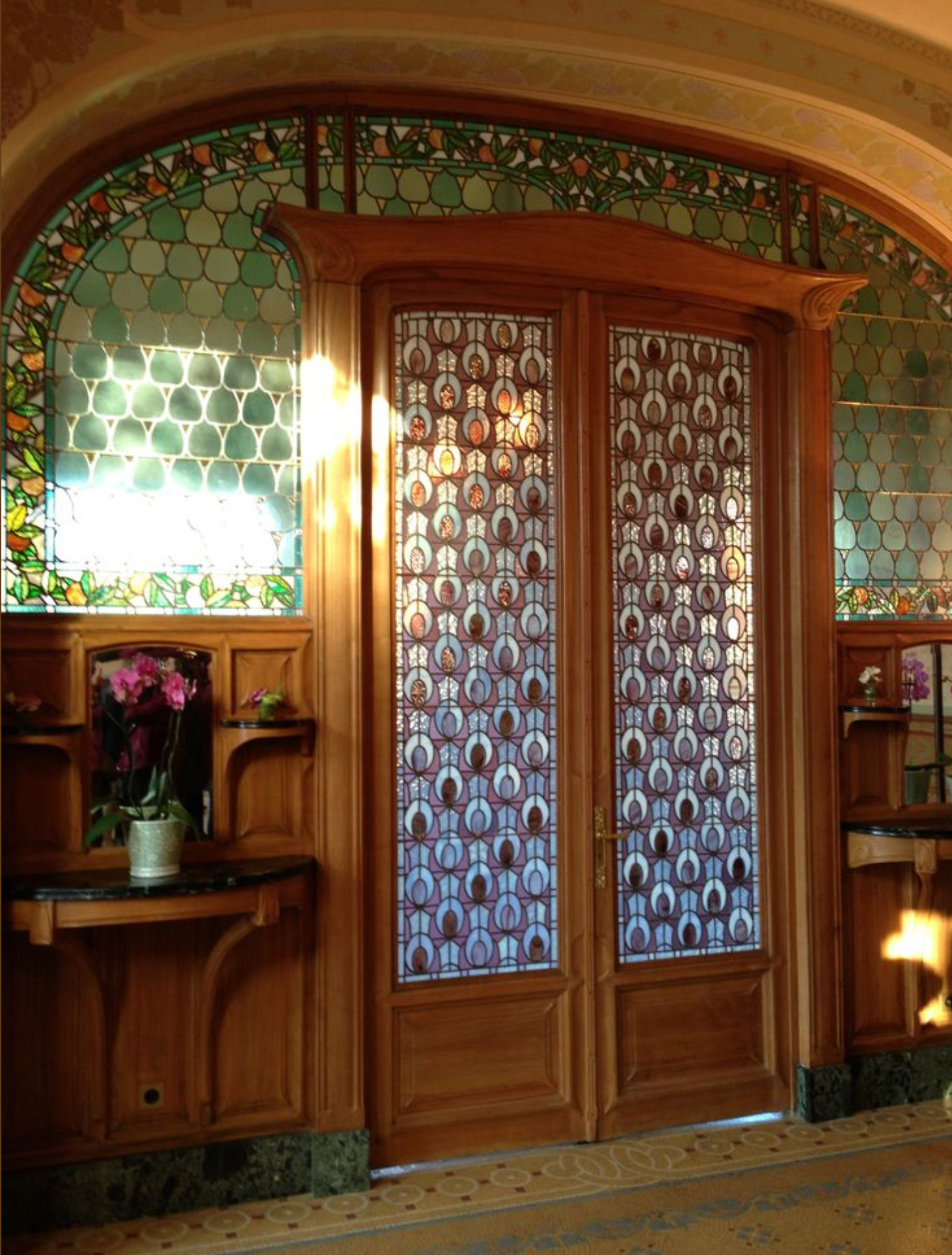
Deur in glas in lood
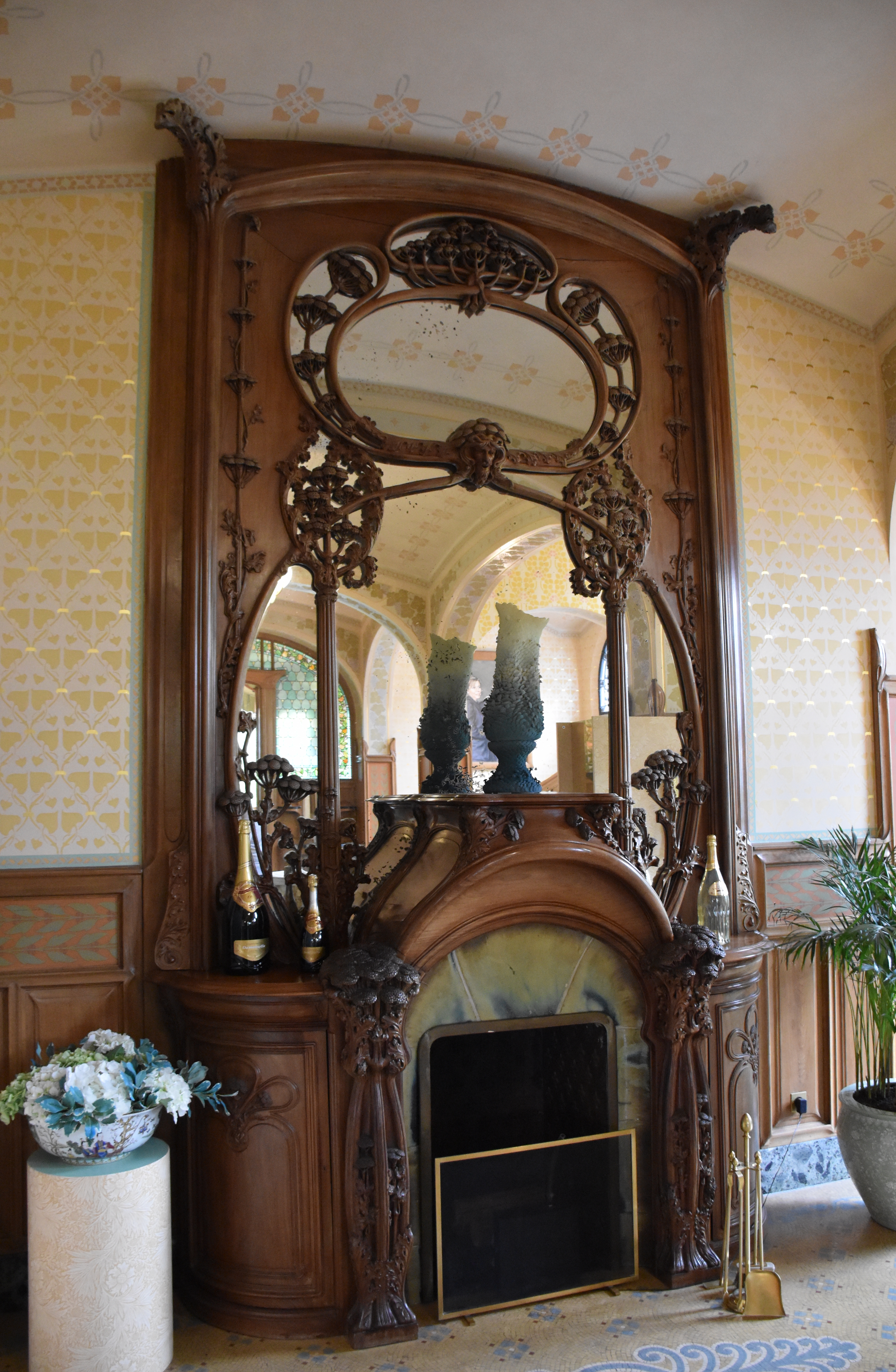
Haard in inkomhal
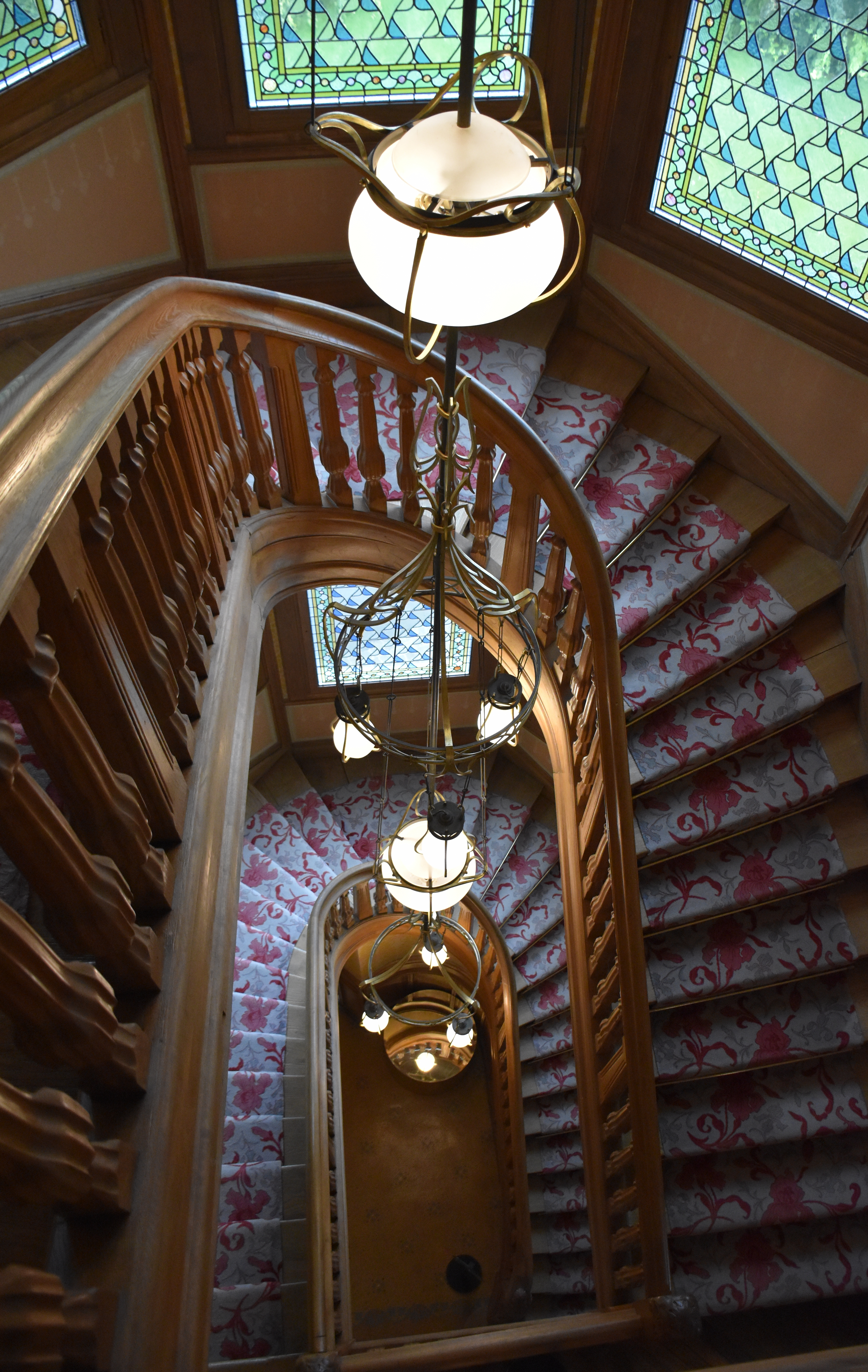
Monumentale trap met luster
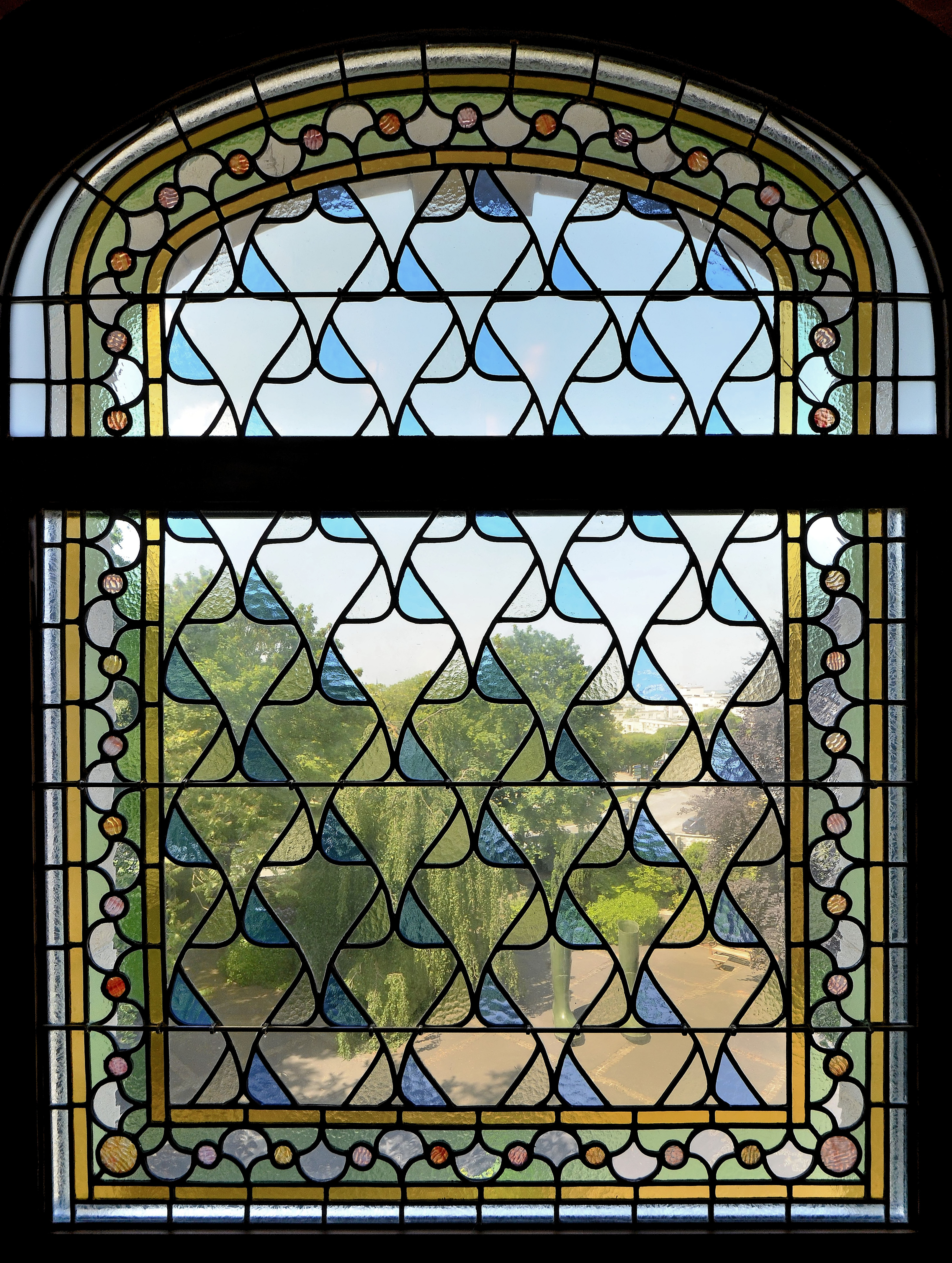
Art nouveau-glaswerk

#### Biljartzaal en Bibliotheek
De biljart is uit de zaal verdwenen, maar de zitbanken waarop de toeschouwer plaatsnamen zijn nog aanwezig. Aan het plafond hangt een maquette van het Demoiselle-vliegtuig. Het prototype van dit vliegtuig werd ontwikkeld door de ingenieur Alberto Santos-Dumont. In een vitrinekast zijn verschillende vazen van Émile Gallé tentoongesteld. Ze maken deel uit van het legaat van Vasnier aan het Museum van Schone Kunsten van Reims.
- De vaas “Le Chasselas de Fontainebleau”,[13] werd gekocht op de Wereldtentoonstelling van 1900. Het is een kelk met een holle voet, versierd met gegraveerde gele en paarse druiven, een knipoog naar de omgeving van Vasnier voor wie het object waarschijnlijk was gemaakt.

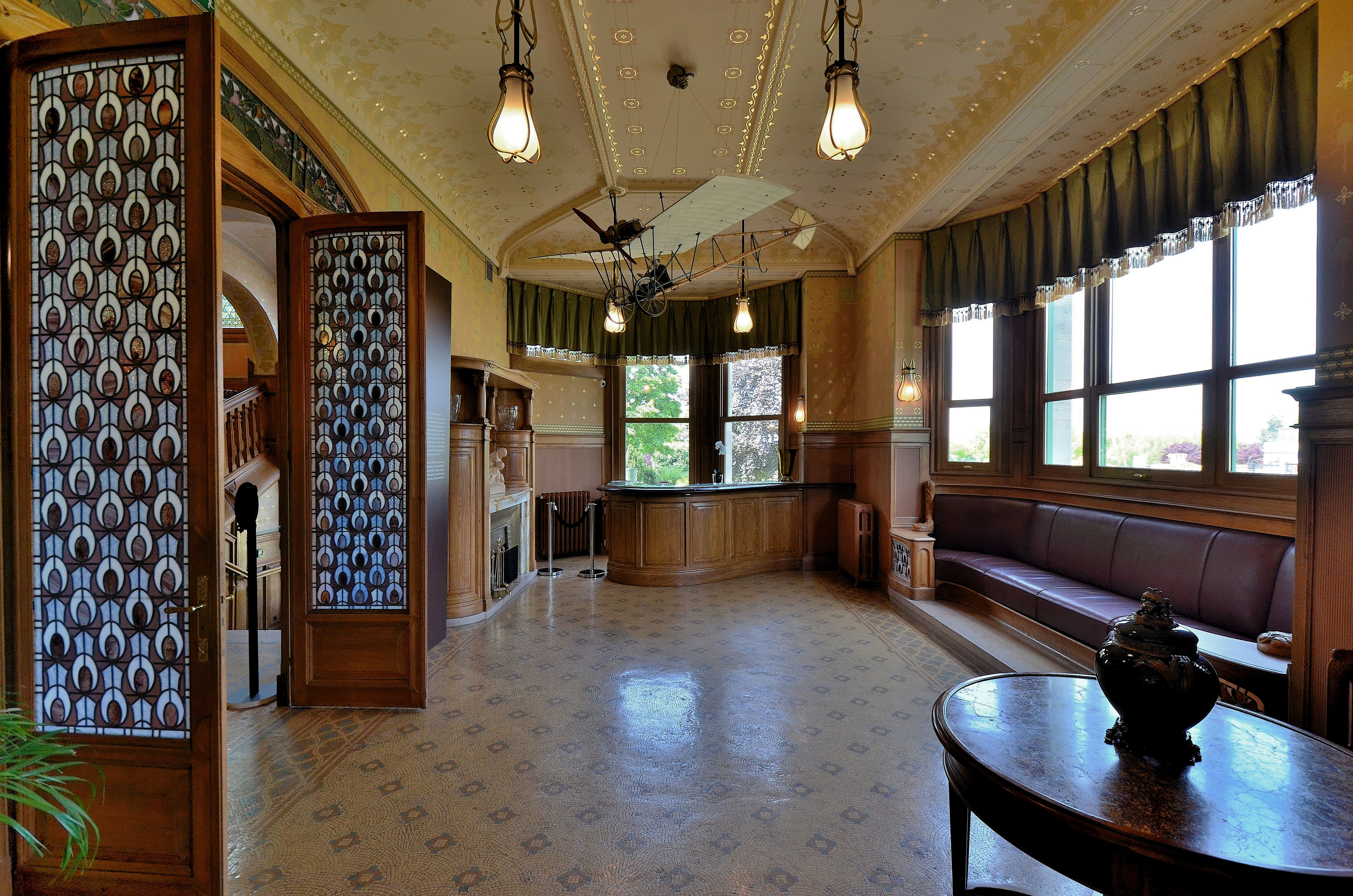
Biljartzaal
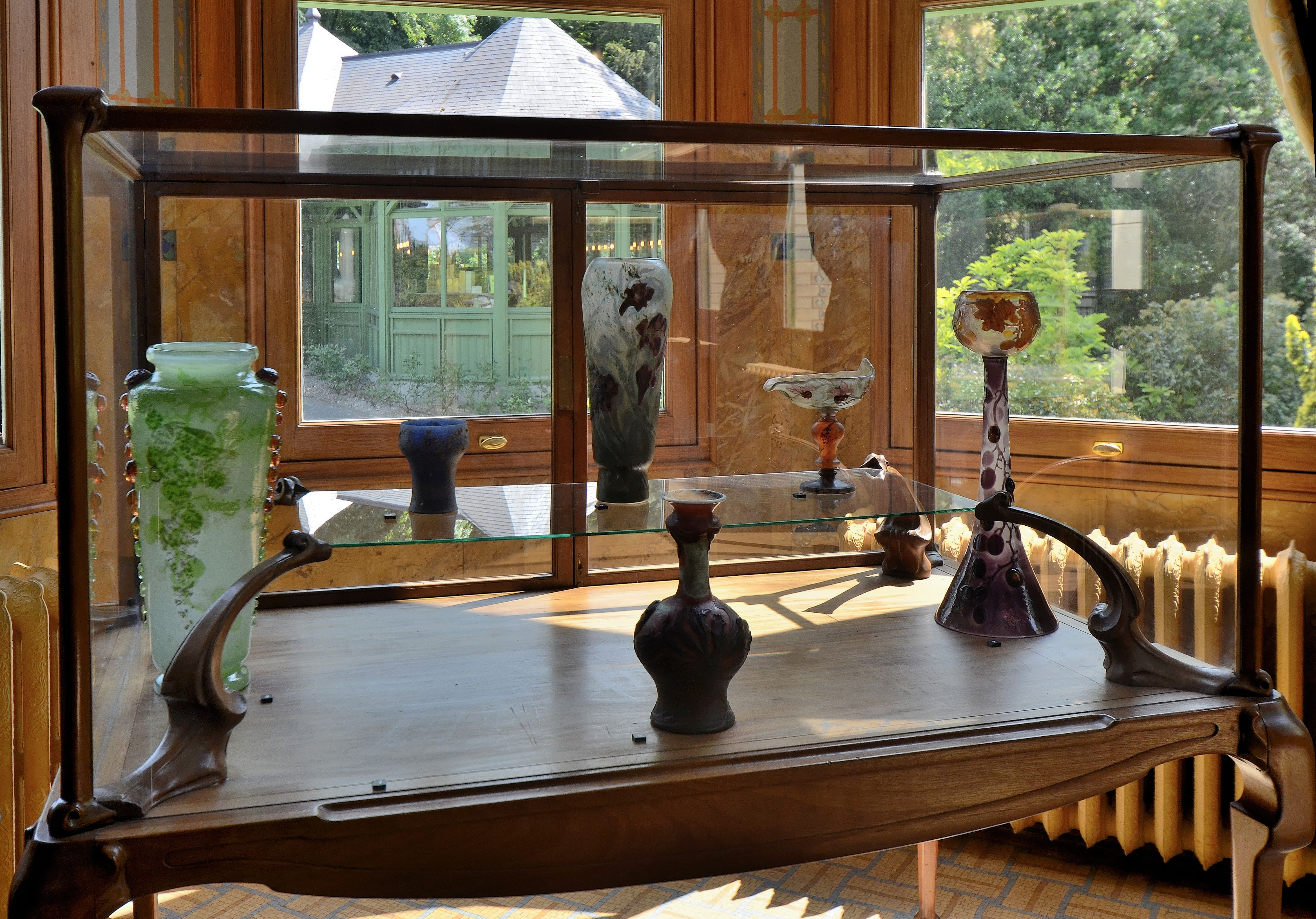
De vaas “Les Globes, vermeils fruits des divines ramées”, beter bekend als de “Victor Hugo-vaas”,[14] werd eveneens gepresenteerd ter gelegenheid van de Wereldtentoonstelling van 1900, waar Henry Vasnier ook deze vaas verwierf. De bijnaam komt van het feit dat het een fragment bevat uit het gedicht “Aan degene die in Frankrijk bleef” uit boek VI van de Contemplaties van Victor Hugo. De techniek die Gallé hier gebruikt, is innovatief en delicaat: het aanbrengen van een massa gekleurd glas en reliëfsculptuur op het oppervlak. De kleuren roepen de warmte op die nodig is voor het rijpen van de druiven, waarbij opvallend veel gebruik is gemaakt van gouden vlokken die contrasteren met het zuurgroene van de bessen voordat ze zijn blootgesteld aan de zon.  - Biljartzaal
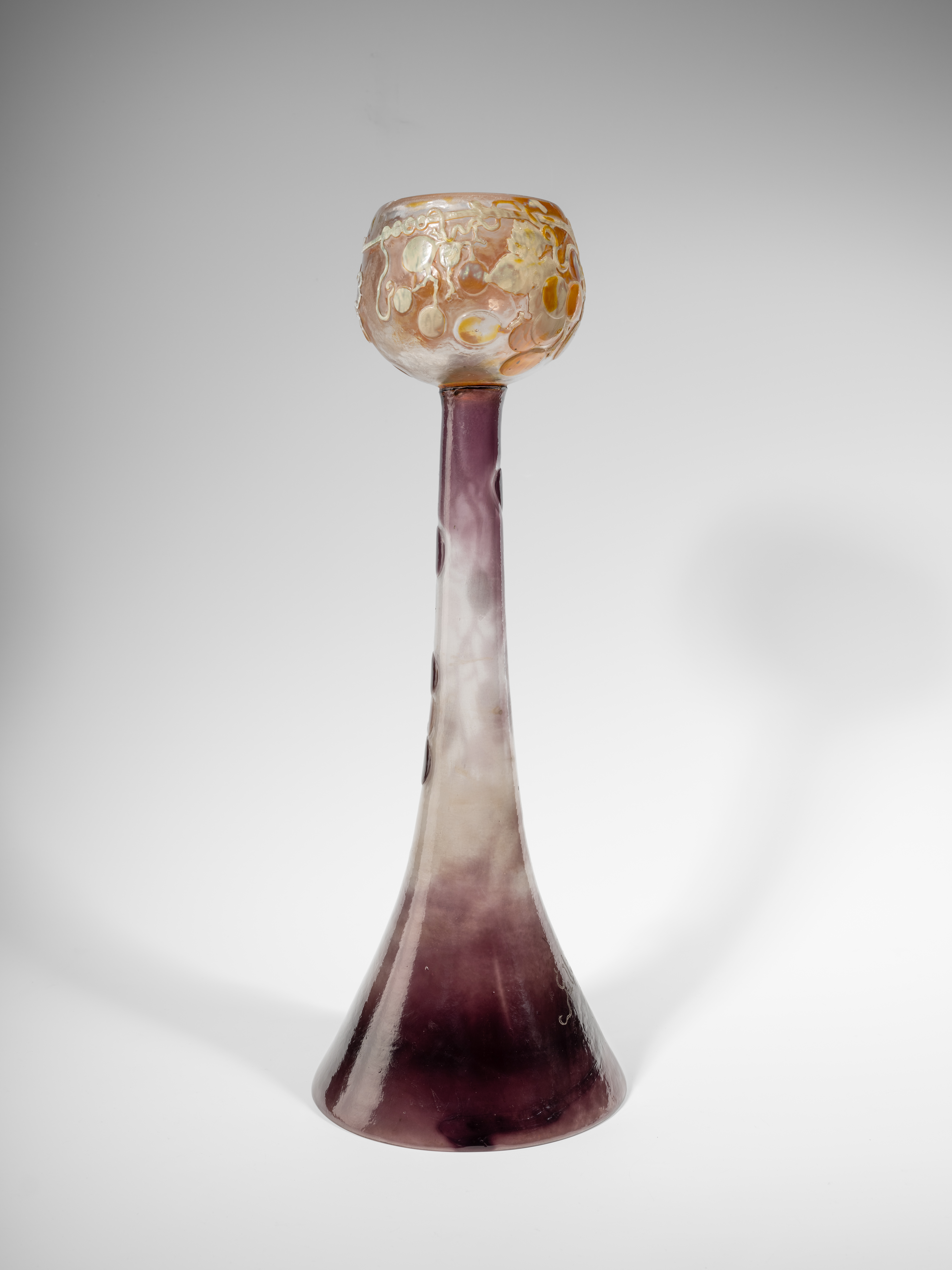
Le Chasselas de Fontainebleau (Gallé Emile)
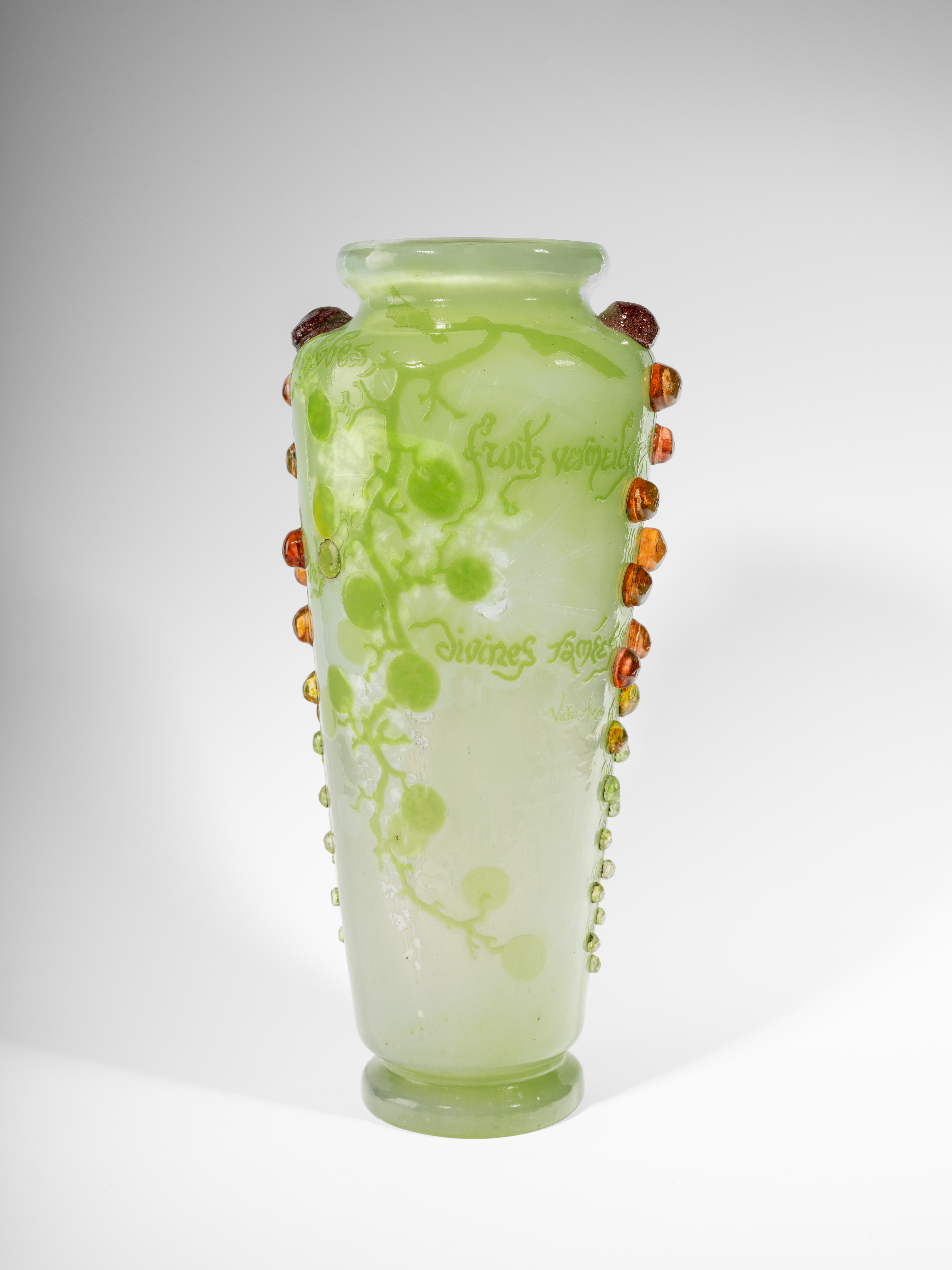
"Victor Hugo-vaas" (Gallé Émile)
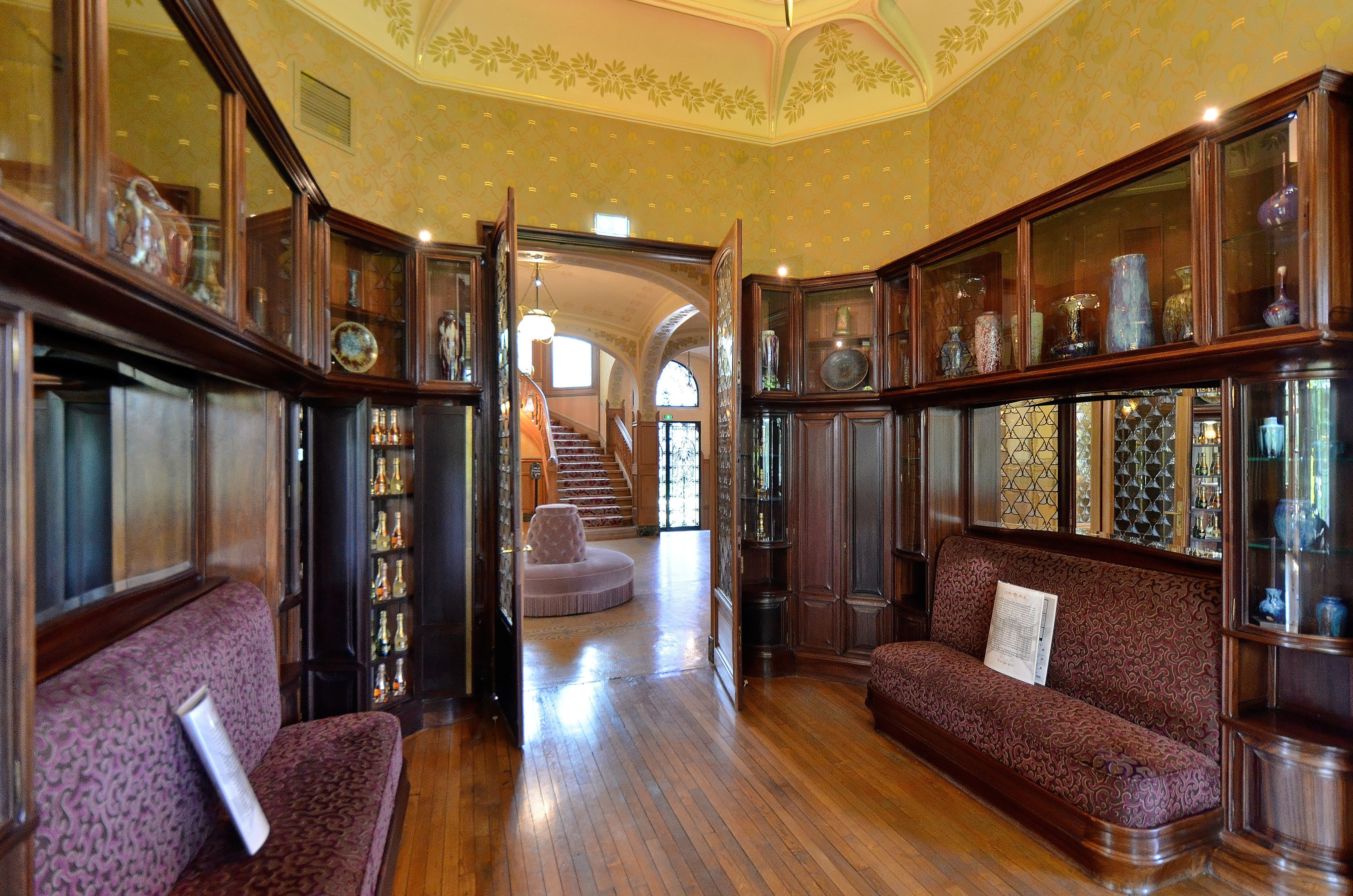
Bibliotheek
  - Vazen van Emile Gallé
  - Le Chasselas de Fontainebleau (Gallé Emile)
  - "Victor Hugo-vaas" (Gallé Émile)
  - Bibliotheek

#### Het grote salon
Hier wordt moderne kunst gecombineerd met de vier oorspronkelijke kristallusters uit de vorige eeuw. Aan het plafond hangt een Zenith-kroonluchter. Dit designobject maakt deel uit van de Darkside-collectie die Philippe Starck, een Franse industrieel architect en ontwerper, voor Baccarat ontwikkelde in 2003.

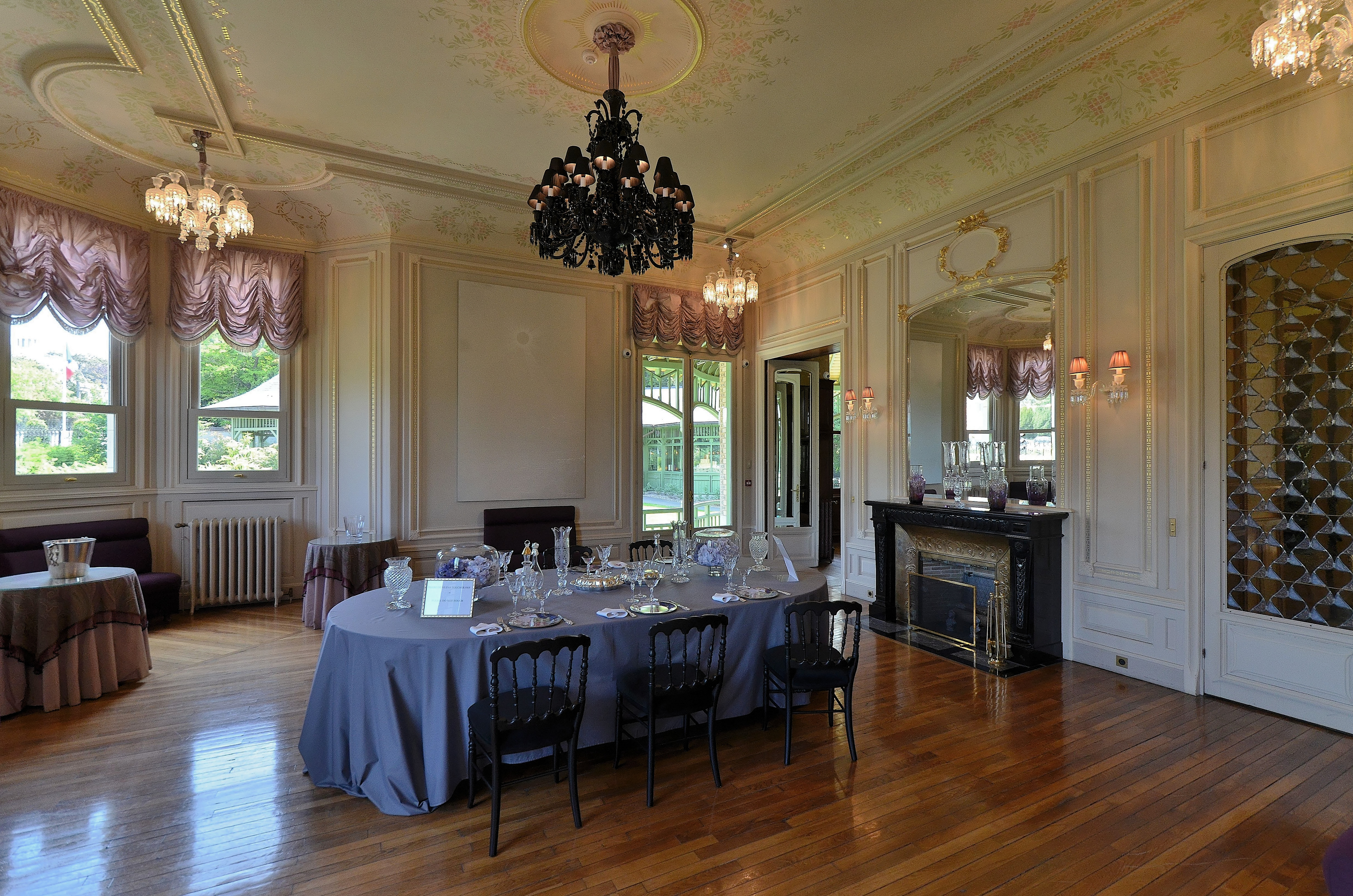
Eetkamer
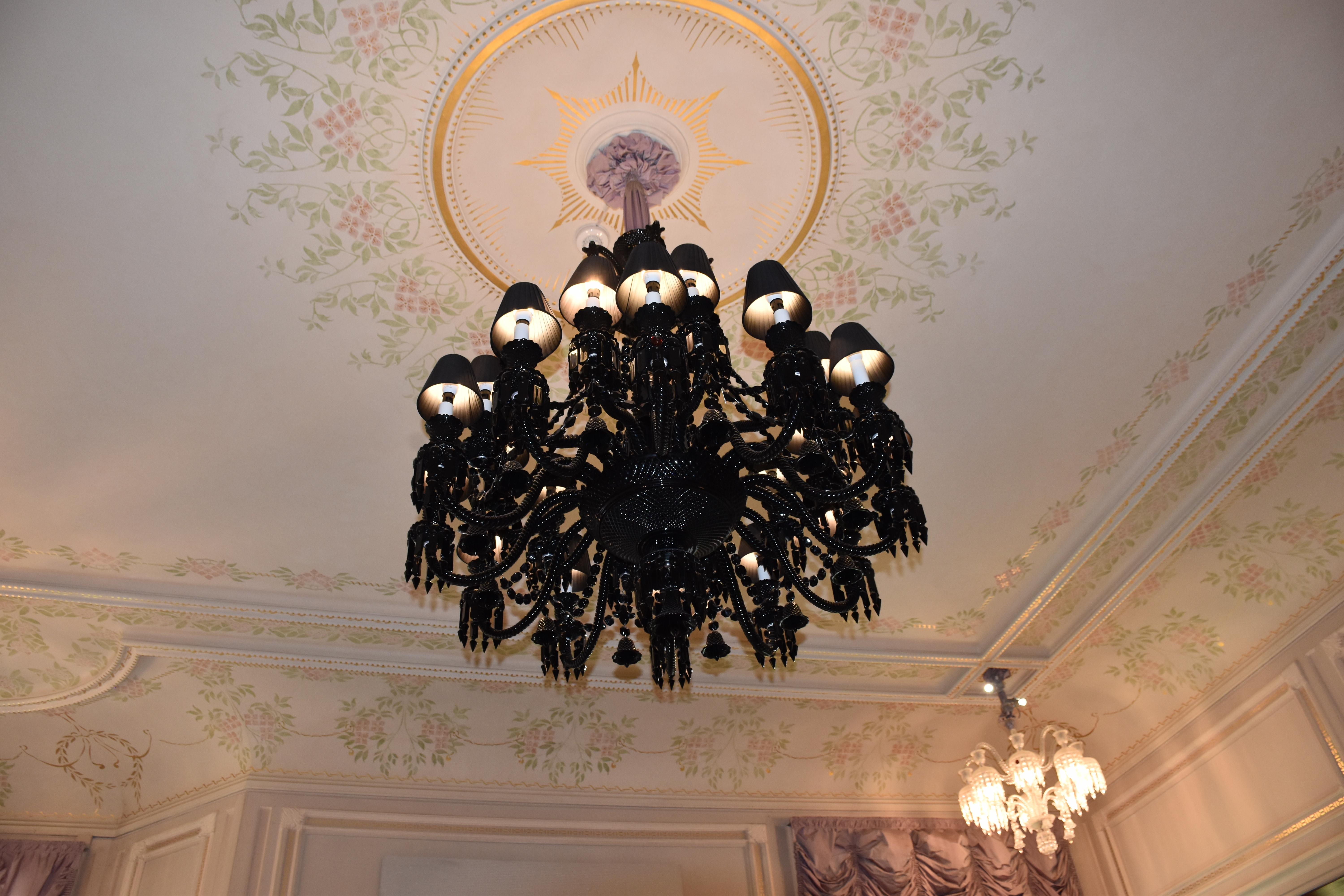
Luster Philippe Stark

#### De eetkamer
Aan de eetkamer in deze ruimte werkte Emile Gallé 2½ jaar tussen 1891 en 1894. Ze was oorspronkelijk bedoeld voor Vasnier's herenhuis aan de Boulevard Lundy te Reims. De eetkamer wordt aanzien als een van de grootste meesterwerken van de kunstenaar. Ze bestaat uit een tafel (Les Herbes Potagères), een console (Soir d’avril au vignoble), tien stoelen, twee fauteuils (Le Peuplier en Le Pin sylvestre) en een dressoir (Chemin d'Automne). De tafel is versierd met delen van planten en champignons en op de poten zijn artisjokken gebeeldhouwd.
Tijdens de creatie ervan verslechterde de relatie tussen de kunstenaar Emile Gallé en zijn mecenas Henry Vasnier, omdat niet alleen de factuur bij levering het dubbele was van de oorspronkelijke schatting, maar ook de vertraging in de levering was aanzienlijk. Uit de correspondentie tussen de twee mannen blijkt duidelijk dat er sprake was van een klein meningsverschil.
De eetkamer zou logischerwijs deel uitgemaakt hebben van de nalatenschap van Vasnier aan het Museum van Schone Kunsten in Reims, maar dit werd betwist door de familie die het stuk als meubilair beschouwde. In 2014 kwam het stuk dan toch terecht in het museum dankzij een gezamenlijke aankoop. Daarom kan de villa en de bezoeker nu genieten van dit meesterwerk.

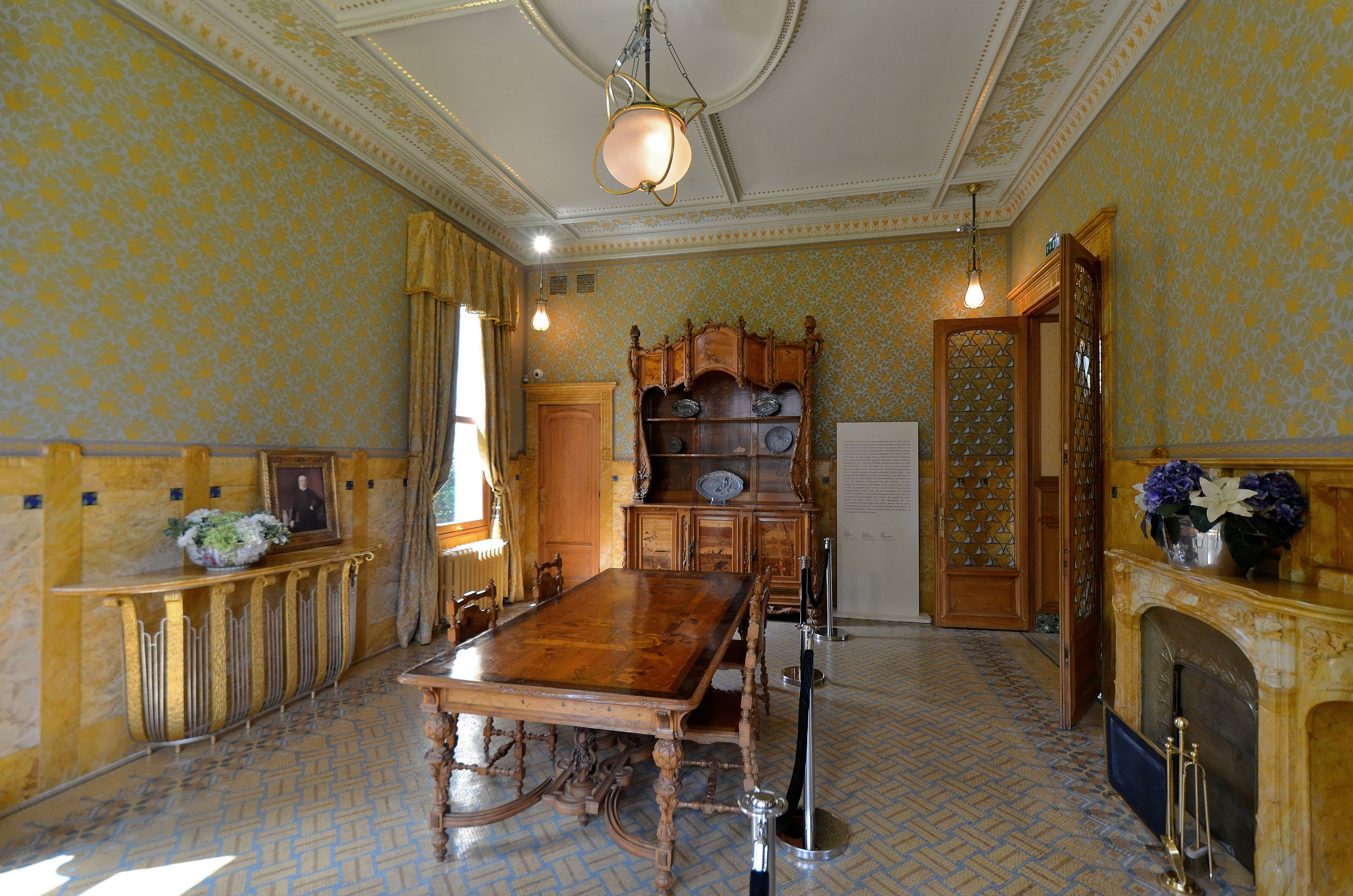
Eetkamer
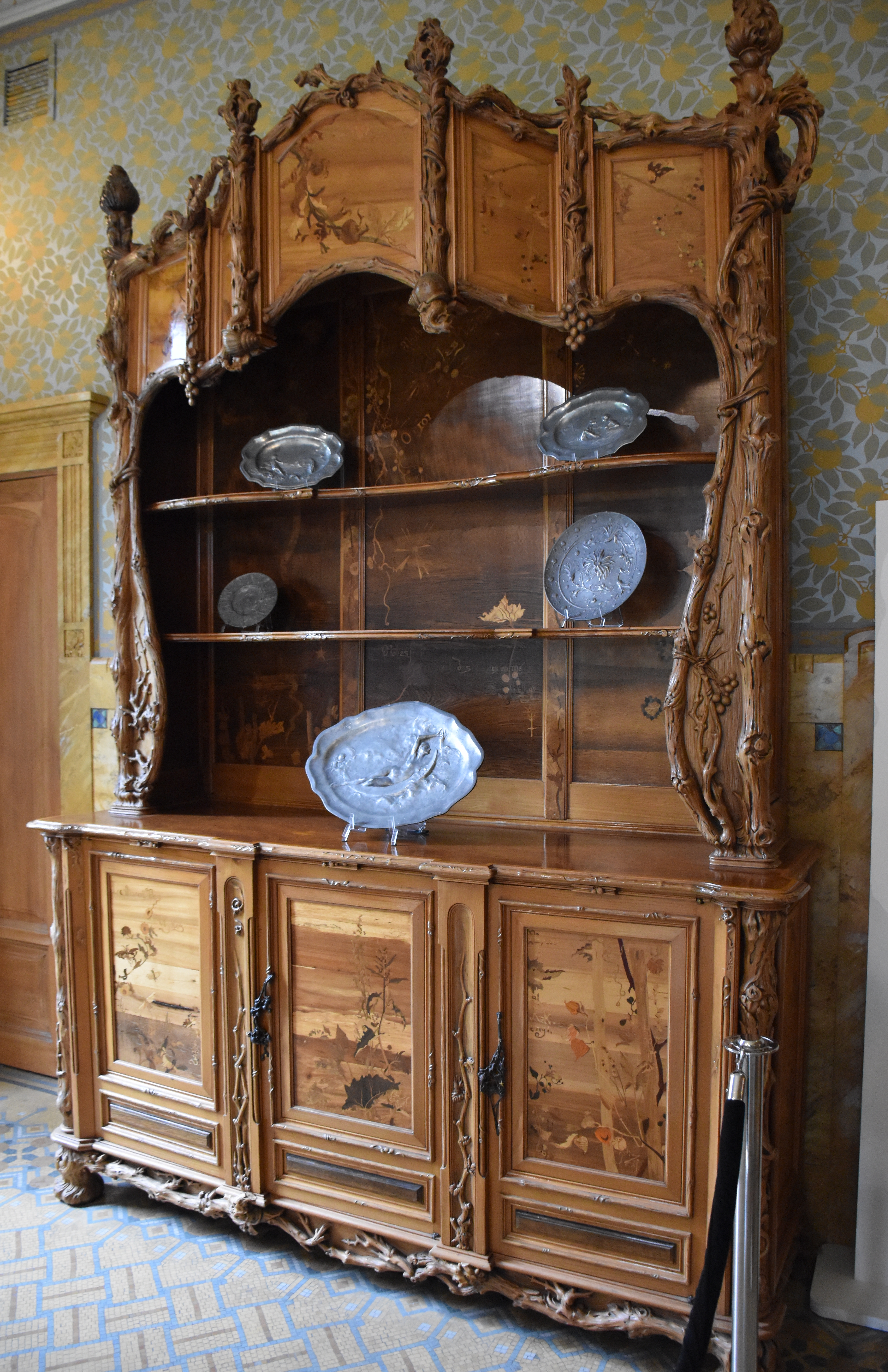
Dressoir (Chemin d'Automne)

#### Het salon Badrutt
In deze ruimte staat de ontvangstbalie van het Parijse restaurant Lucas Carton, dat in 1880 tot Lucas werd hernoemd en kreeg het een Art Nouveau-inrichting. Louis Majorelle was verantwoordelijk voor het houtwerk van de beroemde ontvangstbalie die geclassificeerd is als een historisch monument. Dit meesterwerk, met een indrukwekkende Japanse marqueterie die een zonsondergang weerspiegelt boven een vijver, is een juweel van de Art Nouveaukunst. De glazen panelen die zijn verwerkt in de vitrines maken deel uit van de privécollectie van Henry Vasnier.

### Eerste verdieping
- De ontvangstkamer-eetkamer: Om het gebrek aan plaats in de grote eetkamer te compenseren, werd een origineel parket gelegd dat daglicht reflecteert. Het werd gemaakt door delen van een eeuwenoud vat van het Domaine de Jarras te recycleren. De wijn die ooit in deze vaten bewaard werd, geeft deze unieke vloer een prachtige glans.
- Rariteitencabinet: Het kabinet is een smakelijke mix van authenticiteit en moderniteit. De keramiek in de vitrines maakt deel uit van de collectie van het Salon des Clématites. Alle stukken worden uitgeleend door het Museum voor Schone Kunsten van Reims.
- Het salon van Córdoba: De grote console is een collectief kunstwerk, vervaardigd door Tony Selmersheim, de keramist Alexandre Bigot, de architect Charles Plumet en de juwelier-glasbewerker René Lalique. Daar tegenover staan de zetels van Majorelle, bekleed met hun originele stoffen en versierd met sculpturale patronen. De naam van deze salon is afkomstig van de muurdecoratie in geperst leer, een specialiteit uit de Spaanse stad Córdoba. De kamer ontleent zijn naam aan de fijne lederen muurbekleding die typisch is voor de Spaanse stad Cordoba. Dit wordt ook wel Cordoba-leer, Cuir de Cordoue of goudleer genoemd. Het wordt meestal van gelooide kalfshuiden gemaakt waarop afbeeldingen met bladzilver worden bevestigd, afgedekt met een goudkleurige vernis. Goudleerbehang diende tot het behangen van vertrekken in plaats van wandtapijten. Goudleer is het best te vergelijken met een schilderij dat niet op doek, op hout of op koper, maar op leer is geschilderd.

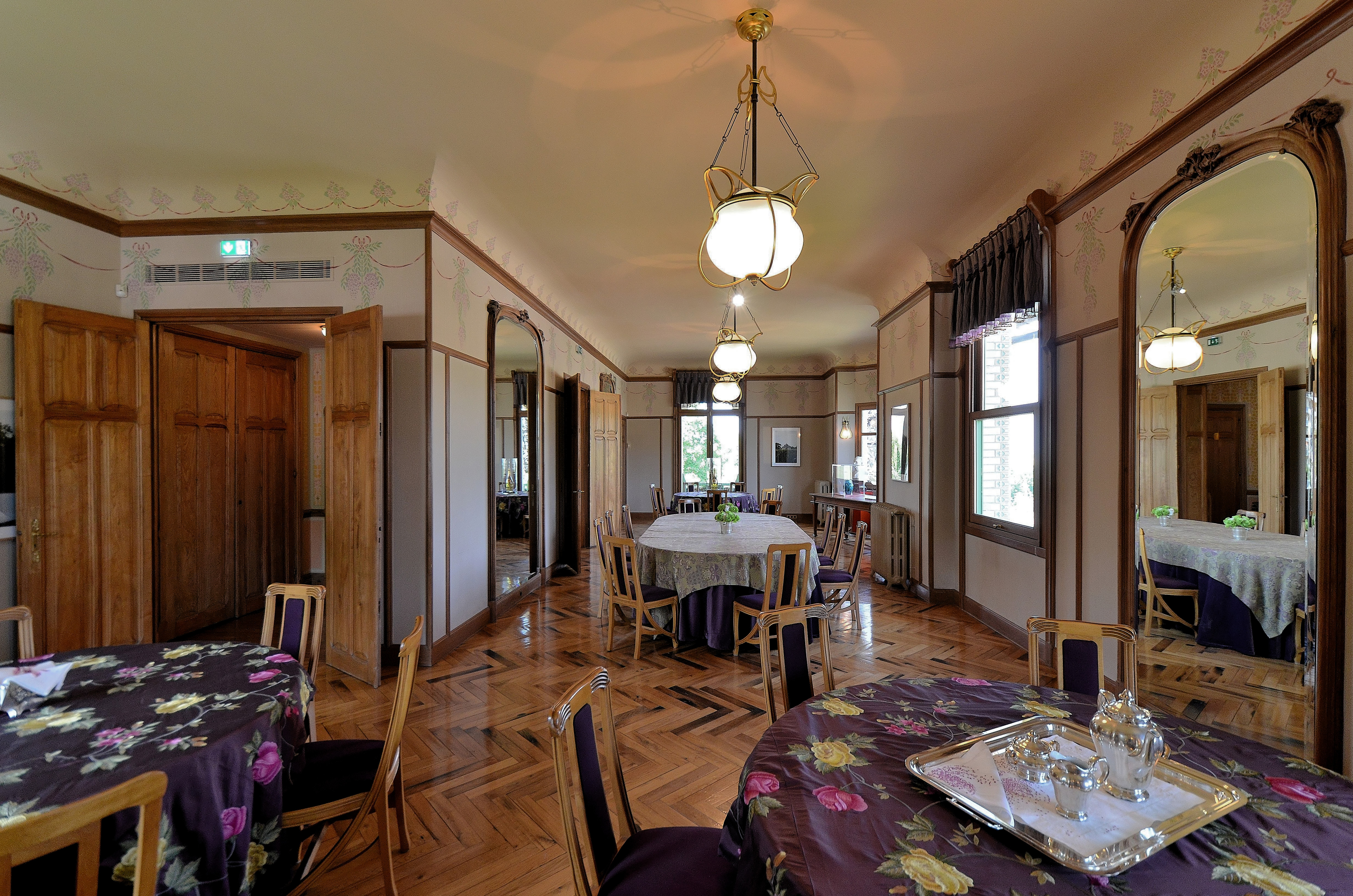
Eetkamer 1e verdieping
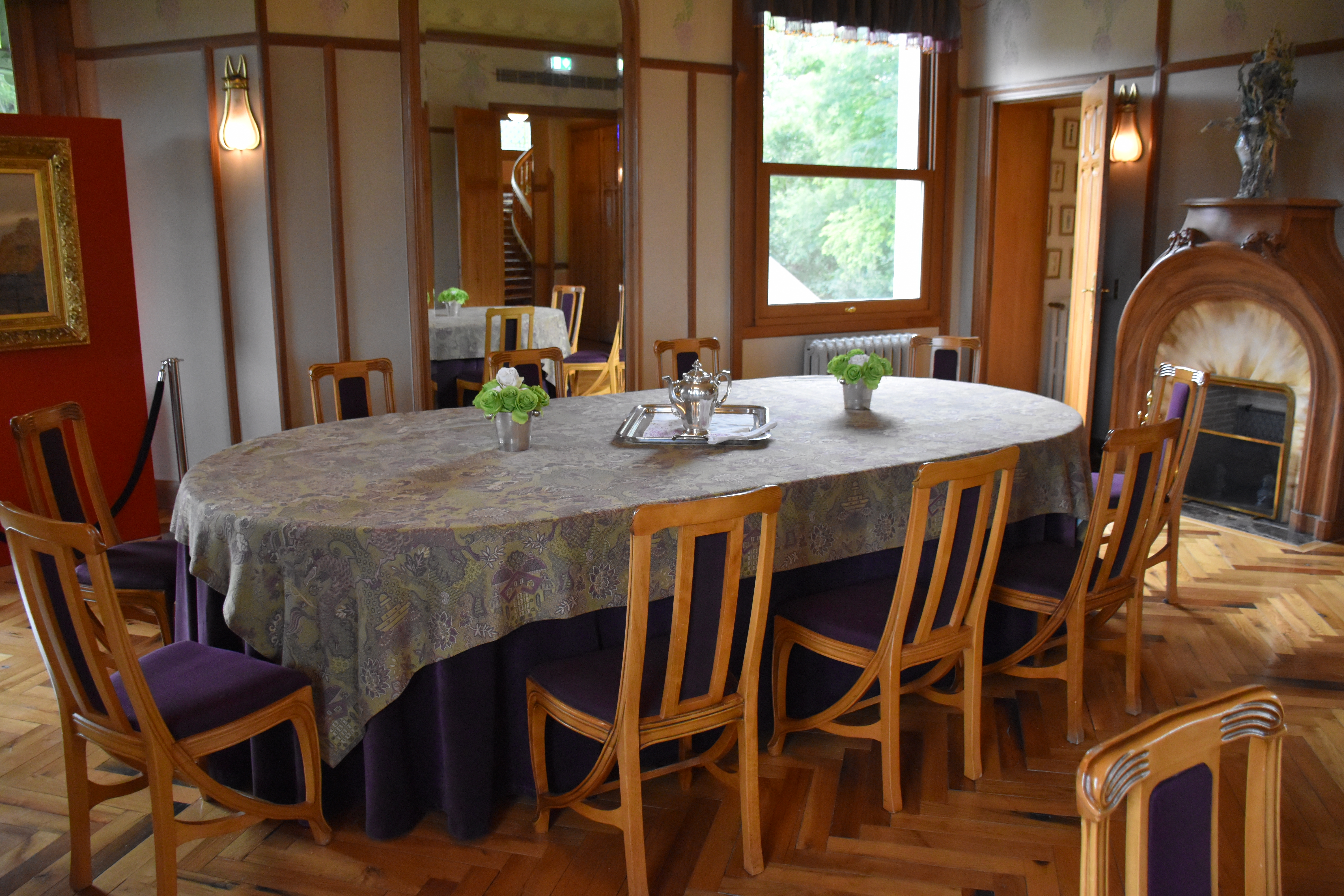
Eetkamer 1e verdieping
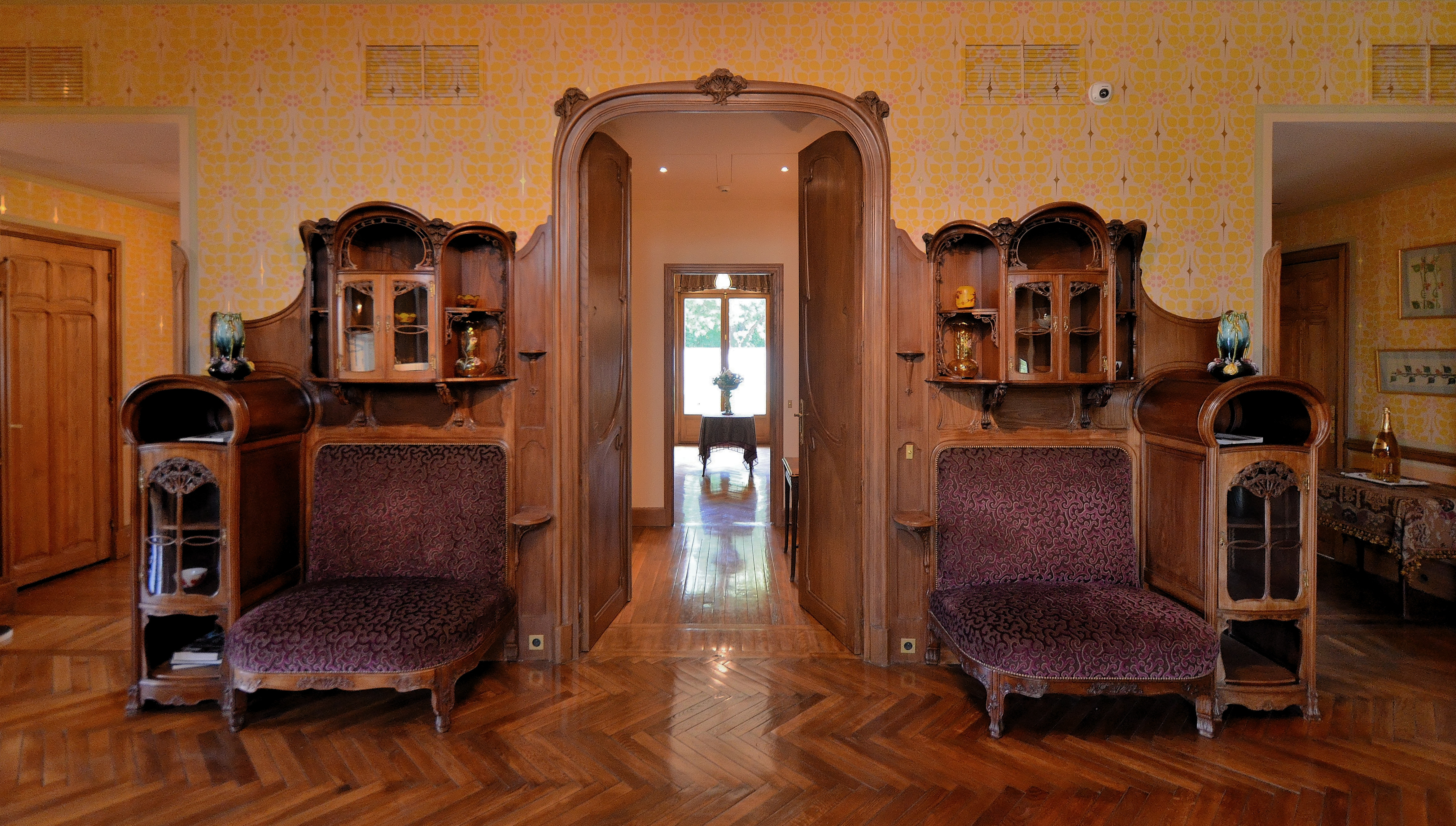
Overloop 1e verdieping
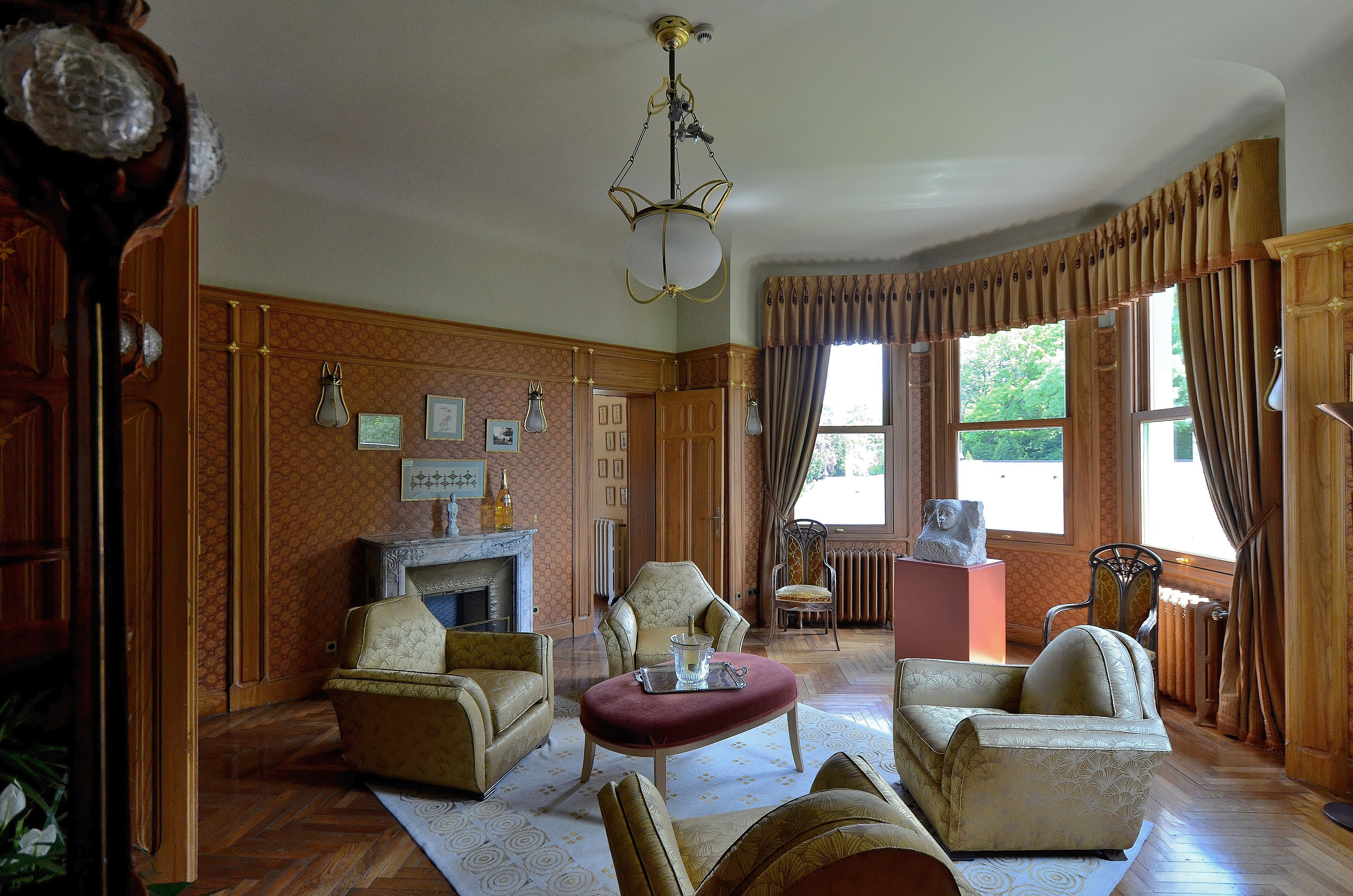
Het salon van Córdoba
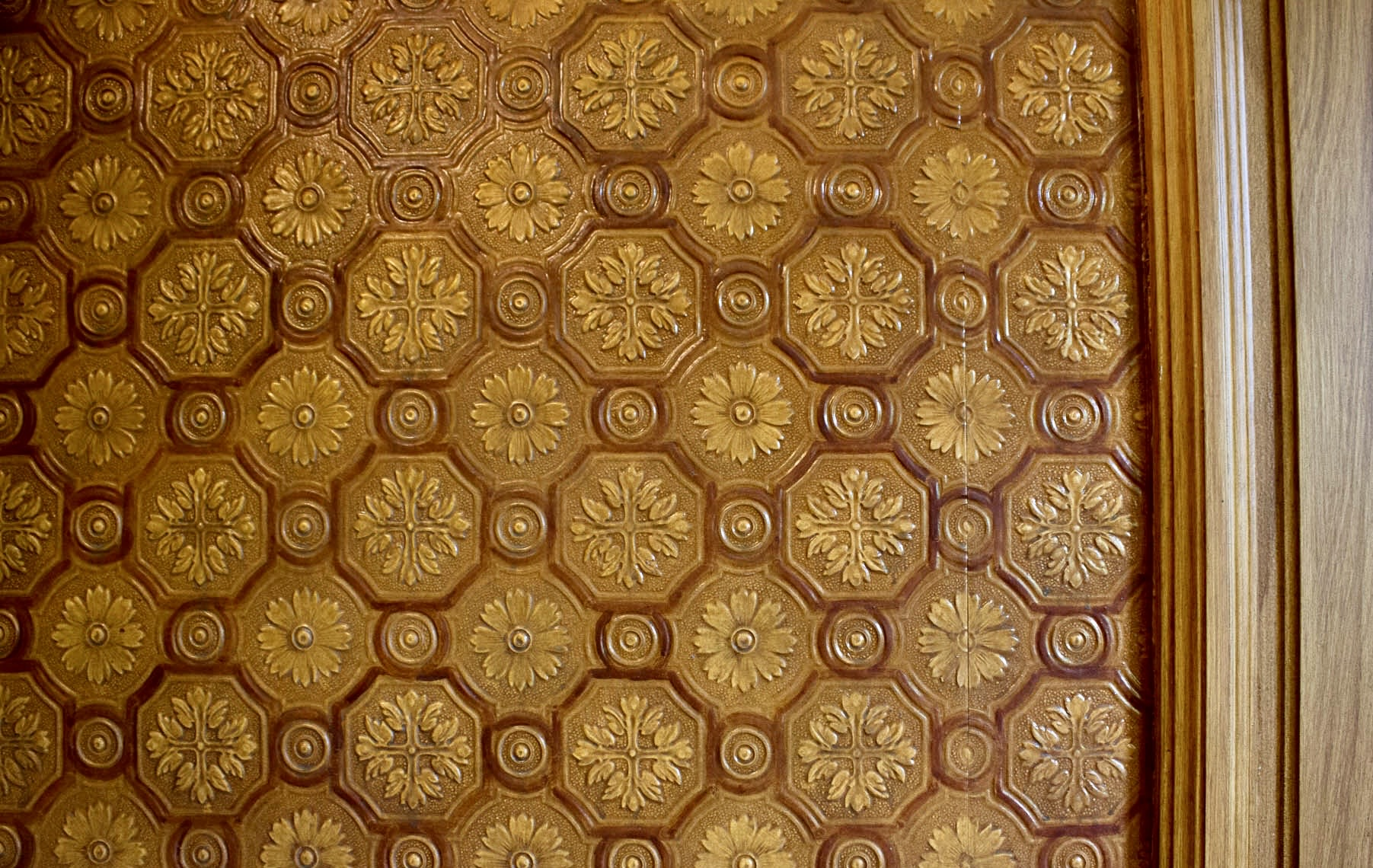
Goudleerbehang in het salon van Córdoba

### Tweede verdieping
- De kamer van meneer: De invloed van de Engelse beweging Arts & Crafts uit die tijd vindt men terug in alle details van deze kamer en de meubels (ontworpen door Tony Selmersheim), die comfort combineren met elegantie, zowel binnen als buiten. De inrichting benadrukt verfijning, trouw aan de principes van de groep en de nadruk op handwerk. In de kamer treft men ook de plafondlamp van Émile Gallé aan. De lamp is vervaardigd met finesse en precisie, en ze verwijst naar de passie van Gallé voor de wereld van de natuurwetenschappen.
- De kamer van mevrouw: Het grote bed werd ontworpen door Selmersheim en vertoont typische Art Nouveau-kenmerken met patronen van dennenappels en gekruiste bogen an het voeteinde van het bed.

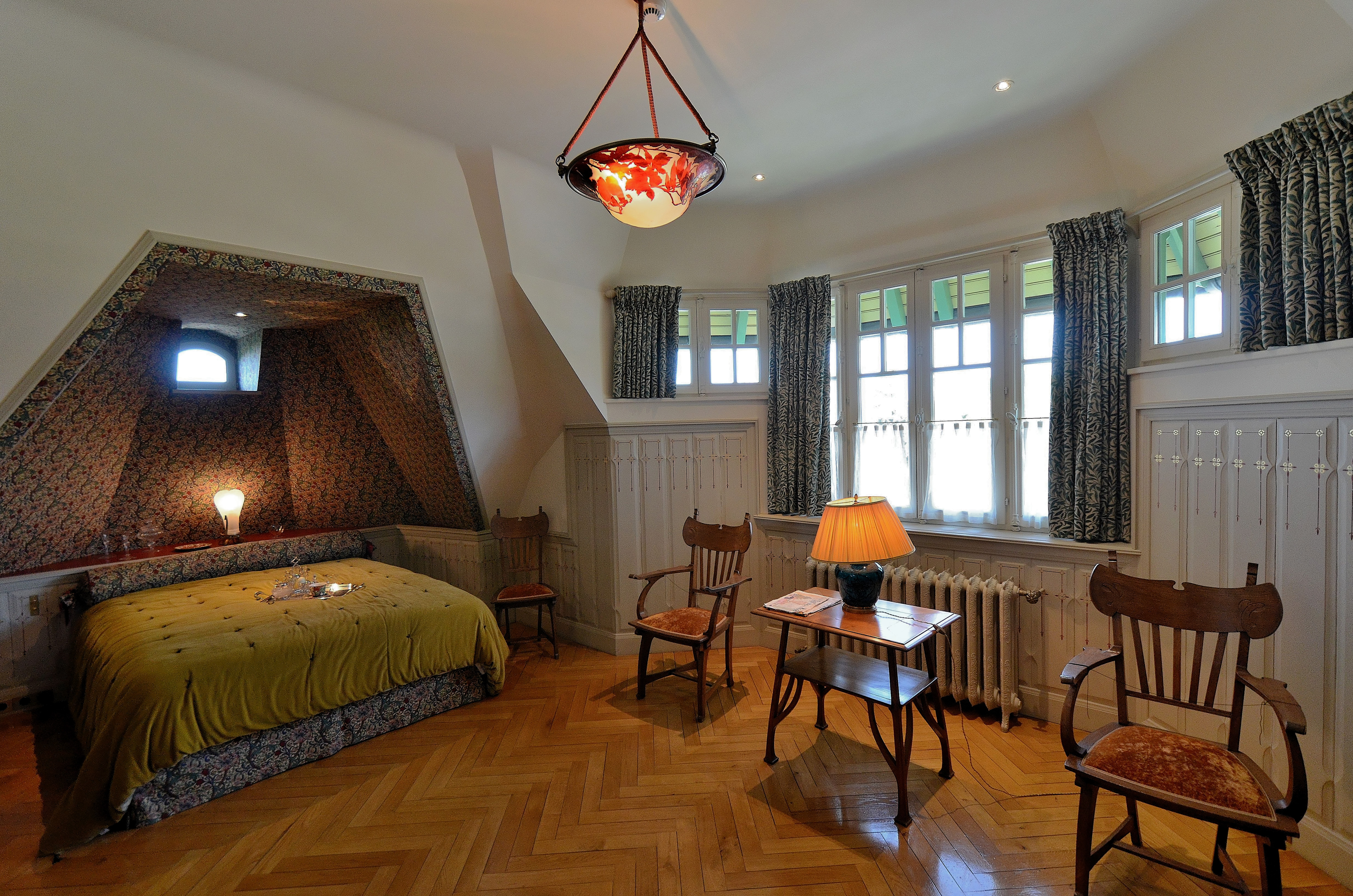
Kamer meneer
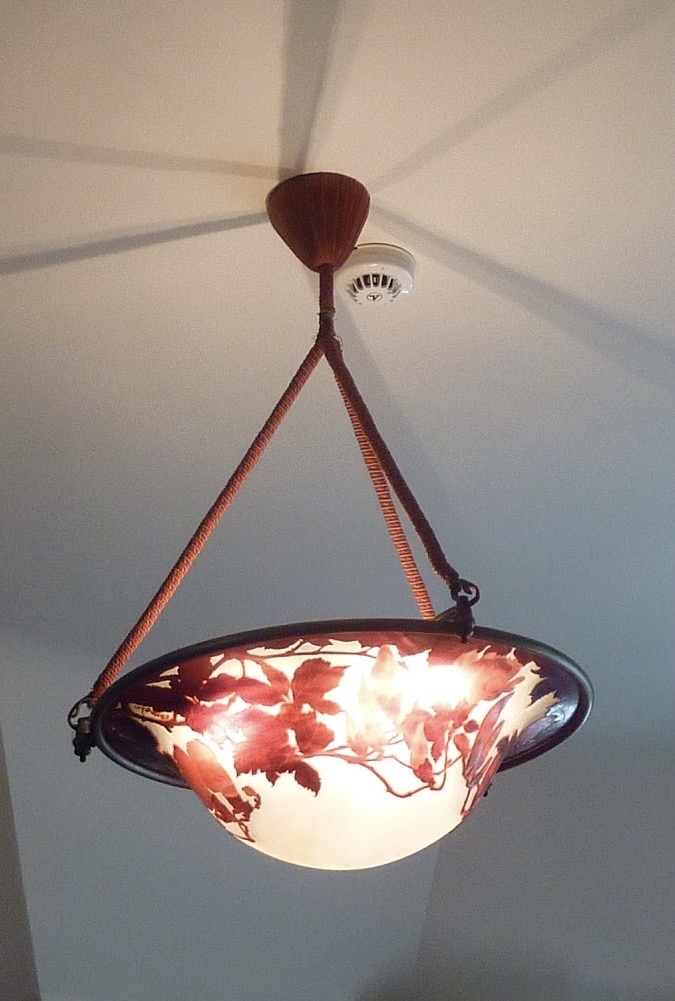
Plafondlamp Émile Gallé
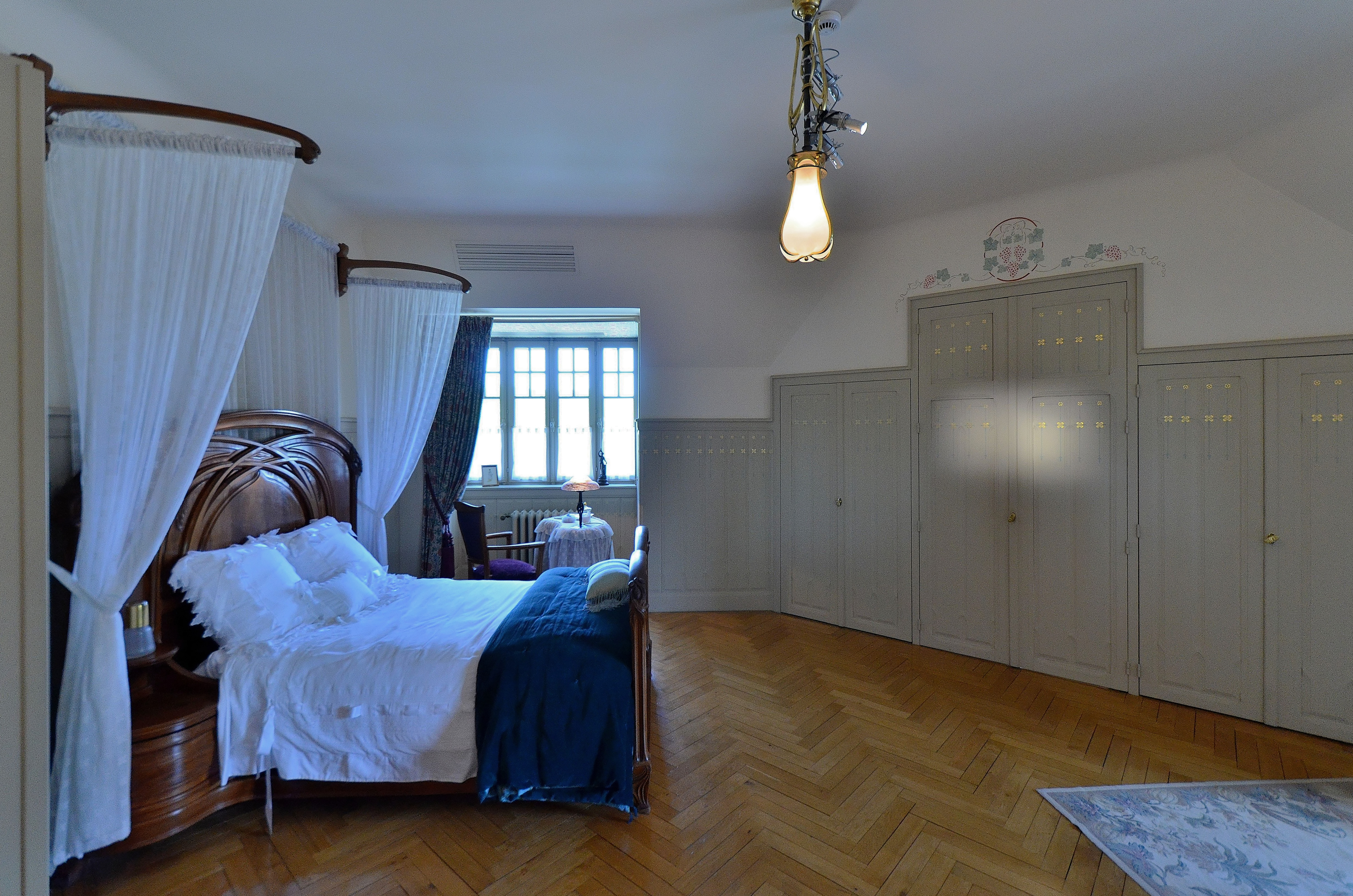
Kamer mevrouw
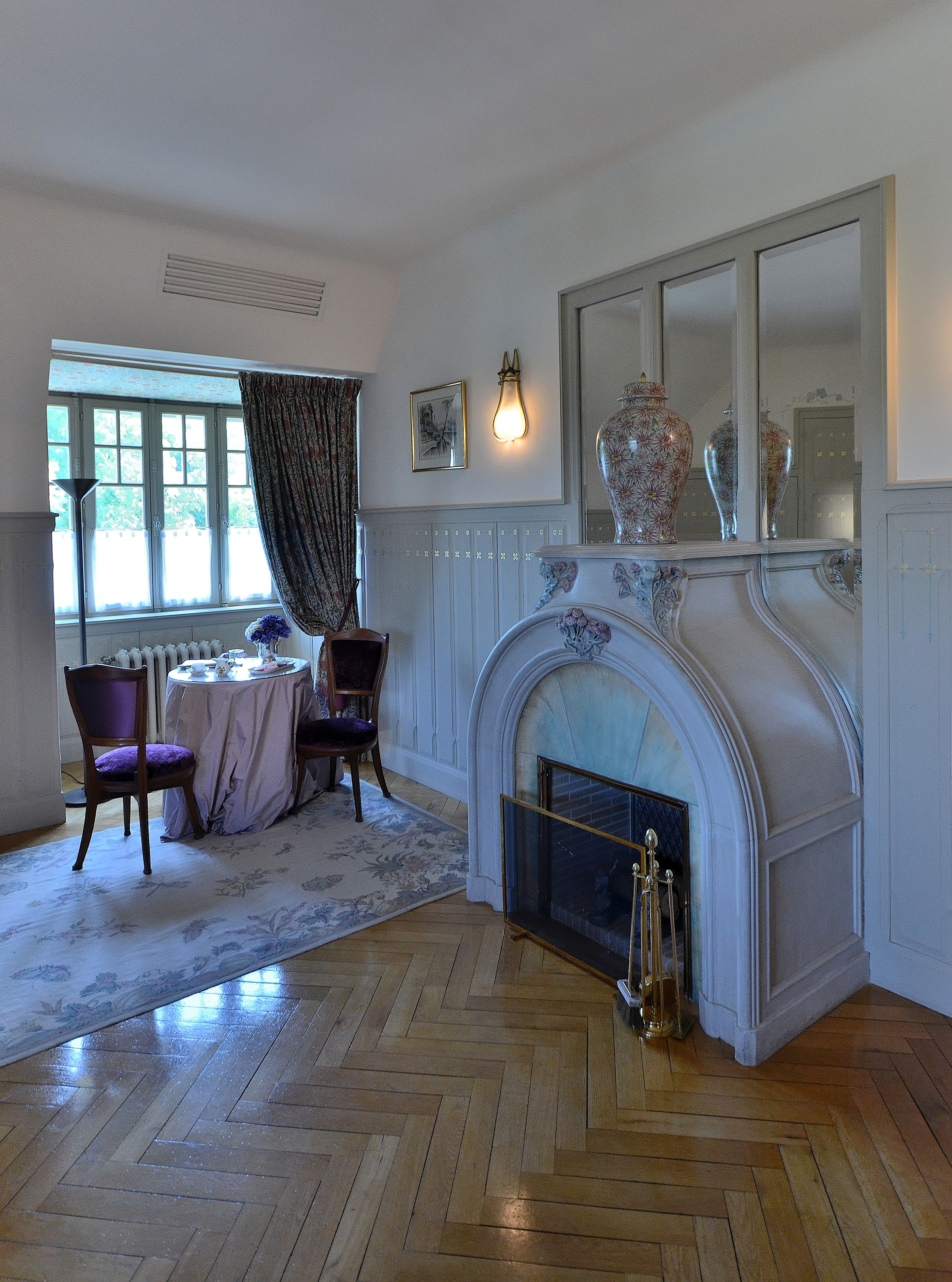
Kamer 2de verdieping

## Enkele cijfers
De villa in enkele cijfers:
- Het gebouw bestaat uit zeven verdiepingen.
- De totale oppervlakte binnen is 2000m², waarvan 350m² voor het gelijkvloers met een biljartkamer van 29m².[22] De kelderverdieping is 200m².[22]
- Er zijn vier houtsoorten gebruikt: eik, esdoorn, padouk en sycamore (plataan).
- 9 meter is de hoogte van de grote kroonluchter in het trappenhuis.
- 65 kilo is het gewicht van een door Cristallerie Saint-Louis geblazen glazen bol.
- 24 lichtarmaturen met onder andere de kroonluchter vervaardigd door Baccarat, Champigneulle en Cristallerie Saint-Louis.
- 13.000 uur (ofwel 541,67 dagen) werk of de totale tijd die nodig was voor het fijne houtwerk in het interieur.
- 21.000 bladeren: in keramiek gebruikt om de muren te versieren.
- 800 stukken hout gebruikt voor het maken van de parketvloer in de ontvangst-eetkamer.

## Trivia
- In de villa zijn de volgende zalen beschikbaar voor evenementen: de kelder, de biljartkamer, de Baccarat-lounge en de eetkamer.[22]
- Sinds 2002 nodigt Pommery eenmaal per jaar toonaangevende kunstenaars uit de internationale hedendaagse kunstscene uit rond een specifiek thema. Dit evenement, genaamd de "Expérience Pommery”, vindt plaats op drie plaatsen van het wijndomein:
  - in de Gallo-Romeinse krijtgroeven van het huis,
  - in en rond de Villa Demoiselle (sinds de editie 10 in 2012).[23]
  - in de Clos Pompadour (sinds de editie 20 in 2023).[24]

Mont-Saint-Michel en baai · Kathedraal van Chartres · Paleis en park van Versailles · Basiliek van Vézelay op de colline éternelle · Prehistorische locaties en beschilderde grotten in de Vézèrevallei · Paleis en park van Fontainebleau · Kathedraal van Amiens · Romeins theater en omgeving en de triomfboog van Orange · Arles, Romeinse en romaanse monumenten · Cisterciënzer Abdij van Fontenay · Zoutziederij Salins-les-Bains en Koninklijke zoutziederij Arc-et Senans · Place Stanislas, Place de la Carrière en Place d'Alliance in Nancy · Abdijkerk van Saint-Savin-sur-Gartempe · Golf van Porto: Calanches de Piana, Golf van Girolata, Natuurreservaat Scandola · Pont du Gard · Straatsburg: Grande-Île · Parijs: oevers van de Seine · Kathedraal Notre Dame, Abdij van Saint-Remi en Paleis van Tau in Reims · Kathedraal van Bourges · Historisch centrum van Avignon · Canal du Midi · Historische vestingstad Carcassonne · Nationaal park Pyrénées-Mont Perdu · Pelgrimsroutes in Frankrijk naar Santiago de Compostella · Historisch Lyon · Rechtsgebied van Saint-Émilion · Loiredal tussen Sully-sur-Loire en Chalonnes-sur-Loire · Provins, stad van middeleeuwse jaarmarkten · Le Havre, stad herbouwd door Auguste Perret · Belforten in België en Frankrijk · Bordeaux, Port de la Lune · Vestingwerken van Vauban · Lagunes van Nieuw-Caledonië: rifdiversiteit en ecosystemen · Bisschopsstad Albi · Pitons, cirques en "remparts" van het eiland Réunion · De Causses en de Cevennen, mediterraan agropastoraal cultuurlandschap · Prehistorische paalwoningen in de Alpen · Steenkoolbekken van Nord-Pas-de-Calais · Beschilderde grot van de Pont d'Arc, bekend als de Grotte Chauvet-Pont-d’Arc, Ardèche · De climats van de wijnstreek Bourgogne · Heuvels, huizen en wijnkelders van Champagne · Architecturaal werk van Le Corbusier · Taputapuātea · Tektonisch landschap Chaîne des Puys en Limagnebreuklijn · Franse Zuidelijke Gebieden en Zeeën · Historische kuuroorden van Europa (Vichy) · Vuurtoren van Cordouan · Nice, winterbadplaats aan de Rivièra  · Oude en voorhistorische beukenbossen van de Karpaten en andere regio's van Europa ·  Te Henua Enata - De Markiezeneilanden